# Seznam latinskih izrekov
To je seznam nekaterih latinskih in starorimskih izrekov in rekov, urejenih po abecedi, s slovenskimi prevodi in pomenom.

## A
| Latinsko                                                                                 | Dobesedni prevod | Opombe |
| ---------------------------------------------------------------------------------------- | --- | --- |
| a bene placito                                                                           | »po želji« | tudi »s privoljenjem« |
| a caelo usque ad centrum                                                                 | »od neba do središča« | |
| a cane non magno saepe tenetur aper                                                      | »pogosto tudi mali pes zaustavi vepra«                                                                                             | |
| a capite ad calcem                                                                       | »od glave do pete« | |
| a contrario                                                                              | »nasprotno« | argumentum a contrario je »nasprotni argument« |
| a cornice lupus turbabitur inveteratus                                                   | »starega volka bo vznemirjala vrana«                                                                                               | |
| a Deucalione                                                                             | »od Deucalion« | Dolgo tega. Iz: Gaius Lucilius (Satire, 6, 284) |
| a fortiori                                                                               | »celo bolj« | Izraz se pogosto uporablja, ko iz manj gotovega predloga izpeljemo bolj očiten zaključek. |
| a mari usque ad mare                                                                     | »od morja do morja« | |
| a pedibus usque ad caput                                                                 | »od glave to pete« | Popolnoma. Enako kot a capite ad calcem, glej tudi ab ovo usque ad mala. |
| a posse ad esse                                                                          | | |
| a primis et nos pueriliter agimus annis                                                  | »v prvih letih smo se tudi mi obnašali po otročje«                                                                                 | |
| a posteriori                                                                             | »od pozneje« | Na podlagi opazovanja (torej empiričnega znanja), nasprotno kot a priori. V matematiki in logiki se uporablja za označevanje nečesa, kar je znano po tem, ko je bil izveden dokaz za to. V filozofiji se uporablja za označevanje nečesa, kar je znano iz izkušenj. |
| a priori                                                                                 | »od prej« | Privzeto; nasprotno od a posteriori. V matematiki in logiki se uporablja za označevanje nečesa, kar je znano ali predpostavljeno, preden je bil izveden dokaz za to. V filozofiji se uporablja za označevanje nečesa, kar je znano brez predhodnega izkustva. |
| a tergo                                                                                  | »od zadaj« | |
| ab absurdo                                                                               | »iz absurda« | Uporablja se za argument, ko poskusimo dokazati veljavnost izjave s tem, da pokažemo na absurdnost nasprotnikovega stališča. Tega ne smemo pomešati z reductio ad absurdum, ki je navadno veljaven logični argument. |
| ab abusu ad usum non valet consequentia                                                  | | |
| ab aeterno                                                                               | »od večnosti« | Tudi »od začetka časa«. V teologiji pogosto označuje nekaj, kar je bilo ustvarjeno izven časa (na primer vesolje). |
| ab alio amentates hastas torquere                                                        | »upravljati s kopjem, ki ga je drugi zavihtel«                                                                                     | |
| ab alio exspectes, alteri quod feceris                                                   | »od drugega pričakuj to, kar ti drugem delaš«                                                                                      | |
| ab antiquo                                                                               | »od antike« | Od starih časov. |
| ab asinis ad boves transcendere                                                          | »preiti od osla na vole« | |
| ab extra                                                                                 | | |
| ab hinc                                                                                  | »od tu naprej« | |
| ab imo pectore                                                                           | »iz dna srca« | Dobesedno, »iz najglobljih prsi«. Izrek pripisujejo Juliju Cezarju. Pomeni »iskreno«. |
| ab inconvenienti                                                                         | | |
| ab incunabulis                                                                           | | |
| ab initio                                                                                | »od začetka« | |
| ab intestato                                                                             | | |
| ab intra                                                                                 | »od znotraj« | Nasprotno od ab extra. |
| ab irato                                                                                 | »od jeznega človeka« | V pravu se uporablja za opis odločitve ali dejanja, ki je škodljivo za tiste, ki jih prizadene, in ni bilo narejeno razumno, temveč v sovraštvu ali jezi |
| ab origine                                                                               | »od vira« | Od izvora, začetka, vira... Originalno. |
| ab ore ad aurem                                                                          | »od ust do ušesa - prišepetavanje«                                                                                                 | |
| ab ovo usque ad mala                                                                     | »od jajca do jabolk« | Od začetka do konca. Iz Horacovih Satir 1.3. Temelji na rimlskih obrokih, ki so se tipično pričeli z jajčnimi jedmi in končali s sadjem. Zaradi tega ab ovo pomeni »od začetka« in lahko označuje tudi celovitost. |
| ab uno disce omnes                                                                       | »po enem spoznaj vse« | Iz Vergilove Eneide. Nanaša se na situacije, ko lahko posamičen primer ali zapažanje kaže na splošno resnico. |
| ab urbe condita (a.u.c.)                                                                 | »od ustanovitve mesta« | Nanaša se na ustanovitev Rima 753 pr. n. št. V antičnem Rimu so to uporabljali kot referenčno točko za vpeljavo datumov, preden je bilo to dopolnjeno z drugimi sistemi. Tudi anno urbis conditae (»v letu, ko je bilo mesto ustanovljeno«). |
| absens haeres non erit                                                                   | »nenavzoča oseba ne bo dedič« | V pravu se nanaša na načelo, da je za nekoga, ki ni navzoč, malo verjetno, da bo dedoval. |
| absente reo (abs. re.)                                                                   | »v nenavzočnosti obtoženega (pravo)«                                                                                               | |
| absentem laedit, qui cum ebrio litigat                                                   | »kdor se prepira s pijancem, prizadene odsotnega«                                                                                  | Beži stran od pijancev! |
| absit iniuria verbis                                                                     | | |
| absit invidia                                                                            | | |
| absit omen                                                                               | | |
| absolutum dominium                                                                       | »popolno gospostvo« | Popolna moč ali suverenost. |
| absolvo                                                                                  | | |
| abusus non est usus, sed corruptela                                                      | »zloraba ni uporaba, ampak pokvarjenost«                                                                                           | |
| abundans cautela non nocet                                                               | »obilna opreznost ne škodi« | Človek nikoli ni preveč previden. |
| abusus non tollit usum                                                                   | »zloraba ne ukinja običaja« | |
| abyssus abyssum invocat                                                                  | »ponor izziva ponor« | Dobesedno: »Brezno kliče po breznu« |
| accidit in puncto, quod non speratur in anno                                             | »v trenutku se zgodi to, kar upaš celo leto«                                                                                       | |
| accipere quam facere praestat iniuriam                                                   | »bolje je nepravičnost trpeti, kot jo povzročati«                                                                                  | |
| accipe quale datur, si cupis esse satur                                                  | »če hočeš biti sit, sprejmi to, kar se ti daje«                                                                                    | |
| accusare nemo se debet nisi coram deo                                                    | »nihče se ne sme obtoževati, razen pred bogom«                                                                                     | Pravniško geslo, ki pravi, da se lahko vsaka obtožena oseba zagovarja kot nedolžna in da tudi priča ni obvezana odzvati se ali predložiti dokumentov tako, da bi se inkriminirala. Podoben rek je nemo tenetur seipsum accusare. |
| acpicium oculis superi mortalia iustis                                                   | »bogovi s pravičnimi očmi gledajo človeške stvari«                                                                                 | |
| acta est fabula                                                                          | »kar se je zgodilo, je pravljica« ali »pravljica je končana«                                                                       | Avgustove zadnje besede |
| acta est fabula plaudite                                                                 | »igra je bila zaigrana; ploskajte«                                                                                                 | Običajen konec Rimljanskih komedij. Obstajajo tudi trditve, da so bile to zadnje besede Cesarja Augusta. |
| acta non verba                                                                           | »dejanja, ne besede« | |
| acta Sanctorum                                                                           | »dejanja svetnikov« | Uporablja se tudi v ednini, Acta Sancti (»dejanja svetnika«), ki stoji pred imenom določenega svetnika. Običajen naslov del v hagiografiji (življanjepisu svetnikov). |
| acti laboris comes est laetitia                                                          | »končan posel spremlja veselje« | |
| actus reus                                                                               | »kaznivo dejanje« | Dejanski zločin, ki je bil izvršen, v nasprotju z namenom ali mislijo, ki vodi v kaznivo dejanje (mens rea). |
| ad absurdum                                                                              | »do absurda« | V logiki to pomeni do točke neoumnosti oziroma nesmisla. Glej tudi reductio ad absurdum. Ne sme se zamenjati z ab absurdo. |
| adaequatio intellectus nostri cum re                                                     | | |
| ad acta                                                                                  | »stvar je končana« | |
| ad abundantiam                                                                           | | |
| ad astra                                                                                 | »do zvezd« | Ime ali moto mnogih organizacij, publikacij itd. |
| per aspera ad astra                                                                      | »prek trnja do zvezd« | S težavami do uspeha. (bolj pogosto »per aspera ad astra« |
| ad augusta per angusta                                                                   | »do slave se pride po tesni poti«                                                                                                  | |
| ad captandum vulgus                                                                      | | |
| ad eundum                                                                                | »do istega« | Diploma ad eundum - iz Latinskega ad eundum gradum (»do enake stopnje«) je spoštljivostna diploma (naziv), ki jo univerza podeli študentu druge univerze. To ni častna diploma (naziv), temveč priznanje formalne izobrazbe s pridobljenim nazivom na drugi univerzi. |
| ad fontes                                                                                | »do izvirov« | Moto renesanse, uporabljano tudi v protestantizmu. |
| ad fundum                                                                                | »do dna« | Izrečeno med zdravico. V drugih kontekstih pomeni »nazaj k osnovam«. |
| ad hoc                                                                                   | | Po domače to pomeni »čez palec«. |
| ad hominem                                                                               | | |
| ad honorem                                                                               | »na čast« | V splošnem pomeni »za čast«, torej ne zaradi nagrade. |
| ad infinitum                                                                             | »do neskončnosti« | Označuje lastnost, ki se ponavlja v vseh primerih v matematičnem dokazu. |
| ad interim (ad int)                                                                      | »med tem« | |
| ad Kalendas Graecas                                                                      | "po grških Kalendah" | v pomenu nikoli. Kalende so imeli Rimljani, Grki sploh niso računali let po Kalendah, ampak po Olimpijadah (ki so pa bile vsaka štiri leta) |
| ad libitum (ad lib)                                                                      | | |
| ad litem                                                                                 | | |
| ad lucem                                                                                 | »do svetlobe« | Moto nekaterih univerz. |
| ad maiorem Dei gloriam (AMDG)                                                            | | |
| ad multos annos                                                                          | »na veliko let« | Izraža željo dolgega življenja. |
| ad nauseam                                                                               | »do točke gnusa« | Včasih se uporablja kot šaljiva alternativa ad infinitum. Argumentum ad nauseam je logična zmota, ki temelji na argumentu podaljšanega ponavljanja, torej ponavljanja nečesa, dokler se ljudje tega ne naveličajo. |
| ad omnia parati sumus                                                                    | »pripravljeni smo na vse« | |
| ad paenitendum propat, cito qui iudicat                                                  | »kdor hitro sodi, hitro obžaluje«                                                                                                  | |
| ad pedem litterae                                                                        | »do nog pisma« | Točno, kot je napisano. |
| ad perniciem solet agi sinceritas                                                        | »iskrenost po navadi pripelje do propada«                                                                                          | |
| ad perpetuam memoriam                                                                    | | |
| ad pondus omnium (ad pond om)                                                            | | |
| ad quod damnum                                                                           | | |
| ad referendum (ad ref)                                                                   | | |
| ad suspicionem vulneris tiro pallescit, audacter veteranus crourem suum spectat          | »ko mlad vojak samo pomisli na rano, pobledi, star pa pogumno gleda kri«                                                           | |
| ad rem                                                                                   | »do stvari« | »priti k stvari«, brez oddaljitev. Hvala za jedrnat, ad rem odgovor. |
| ad undas                                                                                 | »k valovom« | Ekvivalentno »k vragu« |
| ad usum Delphini                                                                         | | |
| ad usum proprium (ad us. propr.)                                                         | | |
| ad utrumque paratus                                                                      | »pripravljen na vse« | |
| ad valorem                                                                               | | |
| ad victoriam                                                                             | »do zmage« | »za zmago« |
| ad vitam aeternam                                                                        | »do nesmrtnosti« | Tudi »do večnega življenja«. Pogosta biblična fraza. |
| adam, primus homo, bona perdidit omnia pomo                                              | »Adam, prvi človek, je vse izgubil zaradi jabolka«                                                                                 | |
| adde parum parvo, modicum superadde pussilo, tempore sic parvo magnus acervus erit       | »malemu dodaj malo, umerjeno prispevaj neznatnemu, tako bo čez nekaj časa nastala velika gomila«                                   | |
| addendum                                                                                 | | Stvar, ki mora biti dodana, predvsem dodatek h knjigi. Množina je addenda. |
| addiscunt iuvenes, quod cecinere senes                                                   | »mladi se naučijo tega, kar so stari peli«                                                                                         | |
| adequatio intellectus et rei                                                             | | |
| adolescentia deferbuit                                                                   | »mladost je prekipela« | |
| adsum                                                                                    | »jaz sem tu« | |
| adulatio vitorum alitrix                                                                 | »prilizovanje hrani slabosti« | |
| adversae res admonent religionum                                                         | »nesreča uči verovati in moliti«                                                                                                   | |
| aegre formosam poteris servare puellam                                                   | »težko boš varoval lepo dekle« | |
| aegri somnia                                                                             | »sanje bolanega človeka« | Iz Horace, Ars Poetica, 7. Ohlapno se to nanaša na »problematične sanje«. |
| agroto dum anima est, spes est                                                           | »bolnik upa, dokler diha« | |
| aequa lanx                                                                               | »pravična porazdelitev« | |
| aequat omnis cinis, impares nascimur, pares morimur                                      | »smrt vse izenači, neenaki se rodimo, enaki umremo«                                                                                | |
| aequitas                                                                                 | »pravičnost«, »enakost« | |
| aetate reddimur prudentiores                                                             | »s časom postajamo pametnejši« | |
| aetatem aliam aliud factum condecet                                                      | »drugi dobi je prikladnejše drugo dejstvo«                                                                                         | |
| aetatis suae                                                                             | | |
| aevo rarissima nostro simplicitas                                                        | »enostavnost je v našem času zelo redka«                                                                                           | |
| affidavit                                                                                | »trdil je« | Pravniški izraz, ki se nanaša na izjavo pod prisego. |
| age quod agis                                                                            | »delaj, kar delaš« | V smislu, da to, kar delaš, delaj dobro. |
| agenda                                                                                   | »stvari, ki naj bodo narejene« | Originalno se nanaša na urejen seznam stvari, ki jih je potrebno narediti. Splošno se uporablja za vse planirane poteke dejanj. Edninska oblika agendum se redko uporablja. |
| agere considerate pluris quam cogitare prudenter                                         | »več je vredno premišljeno delati kot modro premišljevati«                                                                         | |
| agnosco veteris vestigia flammae                                                         | »prepoznavam sledove stare ljubezni«                                                                                               | |
| agnus Dei                                                                                | »Jagnje božje« | |
| aiunt multium legendum esse, non multa                                                   | »pravijo, da je treba veliko čitati, ne pa raznovrstno«                                                                            | |
| alea iacta est                                                                           | »kocka je bila vržena« | Kocka je padla. Izrek Julija Cezarja po prečkanju Rubicona 49 pr. n. št. Sodobna raba označuje prečkanje točke, za katero ni vrnitve, po trenutni odločitvi in vstopu v proces z negotovim izidom. |
| alenda lux ubi orta libertas                                                             | | |
| alias                                                                                    | »drugače« | Prevzeto ime ali psevdonim. Podobno kot alter ego, vendar nanašajoč se bolj na ime kot na »drugi jaz«. Angleško AKA (Also Known As, poznan tudi kot). |
| alibi                                                                                    | »drugje« | Obramba na sodišču, ko obtoženec poskuša dokazati, da je bil ob času zločina drugje kot tam, kjer je bil zločin storjen. |
| aliena vivere quadra                                                                     | »živeti ob tujem kruhu« | |
| alienos agros irrigas tuis sitientibus                                                   | »napajaš tuja polja, tvoja pa so žejna«                                                                                            | |
| aliena capella gerit distentius uber                                                     | »tuja koza nosi večje vime« | |
| aliena concupiscere nemo debet                                                           | »nihče si ne sme poželeti tujega«                                                                                                  | |
| aliena ne cures                                                                          | »ne skrbi za tuje stvari« | |
| aliena vitia in oculis habemus, a tergo nostra sunt                                      | »pred očmi imamo tuje pomanjkljivosti, naše pa so nam na hrbtu«                                                                    | |
| alienis delectari malis volupatis inhumana                                               | »naslajati se s tujimi težavami, je nečloveška naslada«                                                                            | |
| alienum nobis, nostrum plus aliis placet                                                 | »tuje je všeč nam, naše pa je bolj všeč drugim«                                                                                    | |
| aliis si licet, tibi non licet                                                           | »če je drugemu dovoljeno, tebi ni«                                                                                                 | |
| alis aquilae                                                                             | »na orlovih krilih« | |
| alis grave nil                                                                           | »nič ni težko za tiste, ki imajo krila«                                                                                            | |
| alis volat propris                                                                       | »(ona) leti s svojimi krili« | |
| aliquantus                                                                               | »precej velik« | |
| aliquantulus                                                                             | »ne tako velik« | |
| aliquid stat pro aliquo                                                                  | »nekaj, kar stoji za nekaj drugega«                                                                                                | Temeljna definicija semiotike. |
| allicit in fluvium, non mergit amicus in illum                                           | »prijatelj pripelje prijatelja v reko, vendar ga ne utopi«                                                                         | |
| alma mater                                                                               | »mati rednica« | |
| alta cadunt odiis, parva extolluntur amore                                               | »z visokega se pade zaradi sovraštva, z ljubeznijo pa se le malo vzdigne«                                                          | |
| alter ego                                                                                | »drugi jaz« | Drugi jaz, druga oseba ali psevdonim. Uporablja se tudi za opisovanjs drugih identitet istega lika (igralca) ali za različne like, ki so videti kot reprezentacije iste osebnosti. Pogosto se uporablja za skrivno identiteto namišljenega lika. |
| altera manu fert lapidum, panem ostentat altera                                          | »v eni roki nosi kamen, z drugo kaži kruh«                                                                                         | |
| alteri semper ignosce, tibi ipsi numquam                                                 | »drugemu vedno oproščaj, sebi nikoli«                                                                                              | |
| alterius non sit qui suus esse potest                                                    | »ne bodi tujcu služabnik, če si lahko svoj gospodar«                                                                               | |
| alterum non laedere                                                                      | »ne raniti drugega« | Eden od treg temeljnih pravnih predpisov Justiniana I. |
| alterum tantum                                                                           | »Še enkrat toliko« | |
| alumna ali alumnus                                                                       | »učenka« ali »učenec« | Študent šole ali univerze. Alumna (množina alumnae) je ženska oblika, alumnus (mn. alumni) pa moška, ki se uporablaj tudi splošno tako za moške kot ženske. Beseda je izpeljana iz alere (»hraniti«) - diplomiranec, ki je bil vzdrževan na šoli. |
| ama nesciri                                                                              | »ostani neznanec« | |
| amantes, amentes                                                                         | »zaljubljeni - ponoreli« | |
| amantis iniurandum poena non habet                                                       | »za rane zaljubljenih ni kazni« | |
| amantium irae amoris integratio est                                                      | »prepir zaljubljenih je obnavljanje ljubezni«                                                                                      | |
| amare et sapere vix deo conceditur                                                       | »Še bogu je komaj mogoče ljubiti in biti pameten«                                                                                  | |
| amat victoria curam                                                                      | »zmaga prinaša skrb« | |
| amici fures temporum                                                                     | »prijatelji so tatovi časa« | |
| amici mores noveris, non oderis                                                          | »spoznaj značaj in naravo prijateljev, vendar jih ne sovraži«                                                                      | |
| amicum an nomen habeas, aperit calamitis                                                 | »nesreča odkriva, ali imaš prijatelja ali samo njegovo ime«                                                                        | |
| amicus curiae                                                                            | »prijatelj sodišča« | Svetovalec ali oseba, ki lahko dobi ali podeli dostop do vplivne skupine. V sodni praksi tretja oseba, ki ji je dovoljeno dati pravno mnenje sodišču. |
| amicus magis necessarius quam ignis et aqua                                              | »bolj potrebuješ prijatelja kot ogenj in vodo«                                                                                     | |
| amittere legem terrae                                                                    | »izgubiti pravico do zemlje« | |
| amor ac deliciae generis humani                                                          | »ljubezen in naslada so človeškega rodu«                                                                                           | |
| amor est vitae essentia                                                                  | »ljubezen je bistvo življenja« | |
| amor omnibus idem                                                                        | | |
| amor patriae                                                                             | »ljubezen do domovine« | patriotizem |
| amor patriae nostra lex                                                                  | »ljubezen do očetnjave je naš zakon«                                                                                               | |
| amor vincit omnia                                                                        | »ljubezen vse premaga« | |
| animo cupienti nihil satis festinatur                                                    | »za dušo, ki pričakuje, ni nič dovolj hitro«                                                                                       | |
| animo imperabit sapiens, stultus servit                                                  | »pameten bo vladal svoji naravi, neumni ji bo služil«                                                                              | |
| anno (an.)                                                                               | »v letu« | Uporablja se tudi v frazah kot anno urbis conditae (glej ab urbe condita), Anno Domini, in anno regni. |
| Anno Domini (A.D.)                                                                       | »v letu Gospodovem« | V glavnem se uporablja za sistem štetja let v gregorianskem koledarju, in temelji na letu Kristusovega rojstva. Leta pred Kristusovim rojstvom se označujejo z a. C.n (Ante Christum Natum, »pred Kristusovim rojstvom« oz. »pred našim štetjem«). |
| anno regni                                                                               | »v letu vladanja« | |
| annuit cœptis                                                                            | »odobrava ta načrt« | Napisano na zadnji strani bankovcev ameriškega dolarja. »On« se nanaša na Boga. |
| annus horribilis                                                                         | »strašno leto« | |
| annus mirabilis                                                                          | »čudovito leto« | Fraza se uporablja predvsem za leti 1665 in 1666, ko je Isaac Newton odkril diferencialni račun ter zakone gibanja, optike in gravitacije. Annus Mirabilis je tudi naslov pesmi Johna Drydena, ki jo je napisal v istem letu. Od takrat se uporablja tudi za nekatera druga leta, predvsem za 1905, v letu odkritij Alberta Einsteins v zvezi s fotoelektričnim efektom, Brownovim gibanjem in posebno teorijo relativnosti. |
| annus terribilis                                                                         | »slabo leto« | Uporablja se za opis leta 1348, ko je črna smrt kuga) začela prizadevati evropo. |
| ante bellum                                                                              | »pred vojno« | Pogosto uporabljeno v južnih ZDA za obdobje pred državljansko vojno. |
| ante cibum (a.c.)                                                                        | »pred hrano« | |
| ante fuit vitulus, qui nunc fert cornua taurus                                           | »bik, ki sedaj nosi rogove, je nekoč bil tele«                                                                                     | |
| ante litteram                                                                            | »pred pismom« | To pravimo za izraz, ki opisuje nekaj, kar je obstajalo, preden je bil izraz uveden ali je postal popularen. Alan Turing je bil računalniški znanstvenik ante litteram, ker področje »računalništva« še ni bilo poznano v Turingovih časih. |
| ante meridiem (a.m.)                                                                     | »pred poldnevom« | Obdobje pred poldnevom (nasprotje je post meridiem). |
| ante mortem                                                                              | »pred smrtjo« | |
| ante mortum ne laudes hominem quemquam                                                   | »nobenega človeka ne hvali pred smrtjo«                                                                                            | |
| ante prandium (a.p.)                                                                     | »pred kosilom« | Uporablja se na lekarniških receptih, kjer označuje »pred obrokom«. |
| ante victoriam ne canas triumphum                                                        | »ne proslavljaj pred zmago« | |
| antiqua non facile mutantur nisi in peius                                                | »staro se lahko spreminja samo na slabše«                                                                                          | |
| apex est autem senectutis auctoritas                                                     | »najvišji je ugled starosti« | |
| apparatus criticus                                                                       | »kritično orodje« | Tekstovni zapiski. Seznam ostalega branja povezanega z dokumentom, predvsem v učnih izdajah. |
| apud bonum iudicem argumenta plus quam testes valent                                     | »pred dobrim sodnikom več pomenijo dokazi kot priče«                                                                               | |
| aqua (aq.)                                                                               | »voda« | |
| aqua fortis                                                                              | »močna voda« | nanaša se na dušikovo kislino. |
| aqua pura                                                                                | »čista voda« | prozorna ali čista voda |
| aqua regia                                                                               | »kraljeva voda« | mešanica klorovodikove in dušikove kisline. |
| aqua vitae                                                                               | »voda življenja« | |
| aquam foras, vinum intro                                                                 | »vodo ven, vino not« | |
| arare mavelim quam sic amare                                                             | »raje bom oral kot tako ljubil« | |
| arbiter elegantiarum                                                                     | »razsodnik okusov« | Nekdo, ki predpisuje, uravnava okuse in je priznan kot avtoriteta glede stvari, ki se tičejo socialnega vedenja in okusa. |
| arcus senilis                                                                            | »senilen lok« | Neprepusten obroč okrog roženice, ki je pogosto viden pri starejših ljudeh. |
| arguendo                                                                                 | | |
| argumentum                                                                               | »argument« | »argument«, »sklepanje«, »dokaz« |
| argumentum ad crumenam                                                                   | »kupljen dokaz« | |
| ars celare artem                                                                         | »umetnost za zamolčanje umetnosti«                                                                                                 | Estetski ideal, da dobra umetnost ni načrtovana, ampak bi se morala pojaviti naravno. |
| ars deluditur arte                                                                       | »premetenost se premaga s premetenostjo«                                                                                           | |
| ars gratia artis                                                                         | »umetnost zaradi umetnosti« | larpurlartizem |
| ars longa, vita brevis                                                                   | »umetnost je trajna, življenje je kratko«                                                                                          | Tudi »življenje je prekratko, da lahko razume vso umetnost« |
| asinus asino et sus sui pulcher                                                          | »osel je oslu lep in prasec prascu«                                                                                                | |
| asinus asinorum in saecula saeculorum                                                    | »največji bedak v vsej večnosti«                                                                                                   | |
| audaces fortuna iuvat                                                                    | »sreča je na strani hrabrih« | Vergil, Enej 10,284 |
| audax at fidelis                                                                         | »drzen, vendar veren« | |
| audax est ad pocula sermo                                                                | »pogumen je govor iz čaše« | |
| audeamus                                                                                 | »drznimo si« | |
| audemus jura nostra defendere                                                            | »drznemo si braniti svoje pravice«                                                                                                 | |
| audentes fortuna iuvat                                                                   | »sreča je naklonjena drznim« | Iz Virgil, Aeneid X, 284. Domnevno zadnje besede Plinija Starejšega, preden je zapustil pristanišče v Pompejih, da bi rešil ljudi pred izbruhom Vezuva leta 79. |
| audere est facere                                                                        | »drzniti si je narediti« | |
| audi alteram partem                                                                      | »slišati drugo stran« | Pravno načelo. |
| audi, vide, tace, si tu vis vivere                                                       | »poslušaj, glej, molči, če želiš živeti«                                                                                           | |
| udiatur et altera pars                                                                   | »prisluhniti je treba tudi drugi strani«                                                                                           | Vsaka medalja ima dve plati. |
| aurea mediocritas                                                                        | »zlato povprečje« | Iz: Horace, Odes II, 10. Nanaša se na etični cilj doseči krepostno sredino med dvema grešnima skrajnostma. Ta koncept je skupen nekaterim filozofom, na primer Aristotlu. |
| auro loquente omnis sermo inanis est                                                     | »kjer govori zlato, je vsak govor odveč«                                                                                           | |
| auri sacra fames                                                                         | »prekleta lakota za zlatom« | Iz: Virgil, Aeneid 3,57. Pozneje je to citiral Seneca kot »quod non mortalia pectora coges, auri sacra fames« - »česa vsega nisi zmožna pripraviti ljudi, bedna lakota po zlatu!« |
| auribus teneo lupum                                                                      | »držim volka za ušesa« | Označuje nekoga v nevarni situaciji, ko se lahko usodno konča tako vztrajanje v stanju kot opustitev stanja. |
| aurora australis                                                                         | »južna zarja« | južni sij, sij, ki se pojavlja na južni polobli predvsem v bližini južnega pola. Pojav, ki nastane zaradi trkov nabitih delcev (npr. elektronov) iz magnetosfere z atomi v Zemljini zgornji atmosferi (na višinah nad 80 km). |
| aurora borealis                                                                          | »severna zarja« | Severni sij, ki se pojavlja na severni hemisferi, najpogosteje v bližini severnega pola. Pojav, ki nastane zaradi trkov nabitih delcev (npr. elektronov) iz magnetosfere z atomi v Zemljini zgornji atmosferi (na višinah nad 80 km). |
| aurum lex sequitur                                                                       | »zakon prihaja izza zlata« | |
| aut amat aut odit mulier, nihil est tertium                                              | »ženska ali ljubi ali sovraži, tretjega ni«                                                                                        | |
| aut Caesar aut nihil                                                                     | »ali cesar ali nič« | Označuje, da je edina prava možnost biti sesar ali imeti podobno vidno pozicijo. Bolj splošno se to nanaša na »vse ali nič« Cesare Borgia je to sprejel kot osebni moto. |
| aut concilio aut ense                                                                    | »ali s shodom ali z mečem« | »ali z utemeljeno diskusijo ali z vojno« |
| aut non tentaris, aut perfice!                                                           | »ali ne poskušaj ali pa končaj« | |
| aut pax aut bellum                                                                       | »ali z mirom ali z vojno« | |
| aut potentior te aut imbecillior laedest: si imbecillior, parce illi, si potentior, tibi | »naj te prizadene močnejši ali slabotnejši je vseeno: če te je prizadel slabotnejši, prizanesi njemu, če močnejši, prizanesi sebi« | |
| aut vincere aut mori                                                                     | »ali osvojiti ali umreti« | zmaga ali smrt |
| avaritia et superbia perniciosae                                                         | »lakomnost in prevzetnost sta pogubni«                                                                                             | |
| avaritia hominem ad quodvis maleficum impellit                                           | »lakomnost navaja človeka na vsakršne zločine«                                                                                     | |
| avaritiae desunt omnia                                                                   | »lakomnosti primanjkuje vse« | |
| ave atque vale                                                                           | »zdravo in zbogom« | |
| ave Caesar morituri te salutant                                                          | »Pozdravljen Cezar! Tisti, ki bodo umrli, te pozdravljajo!«                                                                        | Pozdrav tistih, ki so se borili v areni, pred začetkom boja. |
| ave Europa nostra vera Patria                                                            | »pozdravljena, Evropa, naša resnična domovina«                                                                                     | Himna Panevropskega združenja. |
| Ave Maria                                                                                | »pozdravljena Marija« | Katoliška molitev Mariji, Jezusovi materi. |
| A verbis ad verbera                                                                      | »od besed k palicam« | |

## B
| Latinsko                                                                       | Dobesedni prevod                                                                           | Opombe |
| ------------------------------------------------------------------------------ | ------------------------------------------------------------------------------------------ | --- |
| barba non facit philosophum                                                    | »brada ne naredi filozofa«                                                                 | |
| beatae memoriae                                                                | »blagoslovljenega spomina«                                                                 | |
| beati pauperes spiritu                                                         | »blagor ubogim na duhu«                                                                    | Jezusova pridiga na gori |
| beati possidentes                                                              | »blagoslovljeni (so) tisti, ki imajo«                                                      | |
| beatius est magis dare quam accipere                                           | »srečnejši je tisti, ki več daje kot prejema«                                              | |
| beatus ille, qui procul negotiis                                               | »blagor tistemu, ki je daleč od dnevnih trzljajev«                                         | |
| beatus, qui prodest, quibus potest                                             | »srečen je tisti, ki lahko pomaga vsem, ki jim lahko pomaga«                               | ali »srečen je tisti, ki lahko izkoristi tiste, na katere ima vpliv«                                                                                                  |
| bella gerant alii                                                              | »naj drugi vodijo vojno«                                                                   | Originalno iz Habsburških porok 1477 in 1496, zapisano kot »bella gerant alii tu felix Austria nube« (»naj drugi vodijo vojne; ti, srečna Avstrija, se poroči«).      |
| bellum omnium contra omnes                                                     | »vojna vseh protivsem«                                                                     | Fraza, ki jo je uporabil Thomas Hobbes za opis stanja narave. |
| bene diagnoscitur, bene curatur                                                | »kar je dobro diagnosticirano, je lahko dobro zdravljeno«                                  | |
| bene iudicat qui bene distinguit                                               | »kdor dobro razlikuje, dobro sodi«                                                         | |
| bene vixit, qui bene latuit                                                    | »kdor je živel neopazno, je dobro živel«                                                   | |
| bibere humantium est, ergo bibamus                                             | »piti je človeško, torej pijmo«                                                            | |
| bibo, bibis, bibit. Dixi. Punctum                                              | »pijem, piješ, pije. Rekel sem. Pika«                                                      | |
| bis dat, qui cito dat                                                          | »kdor hitro da, dvakrat da«                                                                | |
| bis repetita non placent                                                       | »ponavljanja niso dobro sprejeta«                                                          | Horacij, Ars Poetica 365 |
| bis in die (bid)                                                               | »dvakrat na dan«                                                                           | Kratica na zdravniških receptih. |
| bona diagnosis, bona curatio                                                   | »dobra diagnoza, dobro zdravilo«                                                           | |
| bona fide                                                                      | »v dobri veri«                                                                             | |
| bona notabilia                                                                 | »opazno blago«                                                                             | |
| bona officia                                                                   | »dobro delo«                                                                               | Ponudba določenega naroda za posredovanje pri sporih med dvema drugima narodoma.                                                                                      |
| bona omnia mea mecum porto                                                     | »vse svoje premoženje nosim s seboj«                                                       | |
| bona patria                                                                    | »blago domovine« ali »očetovo imetje«                                                      | |
| bona valetudo melior est quam maximae divitiae                                 | »dobro zdravje je vredno več kot največje bogastvo«                                        | |
| bonae mentis soror est paupertas                                               | »siromaštvo je najboljši dokaz poštenosti«                                                 | |
| boni pastoris est tondere pecus non deglubere                                  | »dober pastir striže ovce, na pa jih daje iz kože«                                         | Tiberius je to izrekel rekel svojim področnim poveljnikom kot svarilo pred prekomerno obdavčitvijo ljudstva.                                                          |
| bonum commune communitatis                                                     | »skupno dobro skupnosti«                                                                   | Splošni blagor. Nanaša se na koristi družve, v nasprotju z bonum commune hominis, ki se nanaša na to, kar je dobro za posamiznika.                                    |
| bonum commune hominis                                                          | »splošno dobro človeka«                                                                    | Nanaša se na srečo posameznika, na to, kar ni »skupno« v mislu, da služi vsem, pač pa da posamezniki težijo k temu, da bi bili zmožni najdi srečo v podobnih stvareh. |
| bonus vir semper tiro                                                          | »dober mož bo vedno začetnik«                                                              | |
| brevis a natura vita nobis dana est; at memoria bene redditae vitae sempiterna | »narava nam je dala kratko življenje, vendar je večen spomin na dobro preživeto življenje« | |
| busillis                                                                       | »težka točka«, »težava« ali »ovira«                                                        | |

## C
| Latinsko                                                                               | Dobesedni prevod                                                                                 | Opombe |
| -------------------------------------------------------------------------------------- | ------------------------------------------------------------------------------------------------ | --- |
| cacoethes scribendi                                                                    | »slaba navada pisanja«                                                                           | Iz Satires of Juvenal. Nenasitna potreba po pisanju. |
| cadavera vero innumera                                                                 | »resnično brezštevilna telesa«                                                                   | |
| caeci sunt oculi, cum animus alias res agit                                            | »slepe so oči, ko se pamet z drugim ukvarja«                                                     | |
| calamitas virtutis occasio est                                                         | »nesreča je priložnost za vrlino«                                                                | |
| caleum avarus in careno quaerit                                                        | »lakomnež išče nebo v blatu«                                                                     | |
| calix meus inebrians                                                                   | »moja čaša me naredi pijanega«                                                                   | |
| camera obscura                                                                         | »temna komora«                                                                                   | Optična naprava, ki se uporablja pri risanju, predhodnih sodobne fotografije. Izvor besede kamera. |
| Canes Pugnaces                                                                         | »bojni pes«                                                                                      | |
| Canis Canem Edit                                                                       | »pes je psa«                                                                                     | Nanaša se na situacijo, ko ni nihče varen pred nikomer in je vsak sam zase. |
| capiti suo malum suit, qui altera malum struit                                         | »kdor drugemu slabo pripravlja, svoji glavi kroji nesreči«                                       | |
| caput inter nubila (condit)                                                            | »glava v oblakih«                                                                                | Tako poveličevan, da je nad dosegom razuma. |
| carpe diem                                                                             | »izrabi dan«                                                                                     | Horacij, Ode I,11,8 - tudi »užij (uživaj) dan« |
| Carthago delenda est                                                                   | »kartagina mora biti uničena«                                                                    | Od Rimljanskega senatorja Kata Starejšega. Cel izrek se glasi: Ceterum censeo Carthaginem esse delendam »Končno smatram, da je treba Kartagino razdejati.« |
| casus belli                                                                            | »priložnost za vojno«                                                                            | Incident, ki sproži vojno. |
| caseus et panis sunt optima fercula sanis                                              | »sir in kruh so najboljša hrana za zdrave«                                                       | |
| casibus innumeris decurrunt tempora vitae                                              | »čas življenja poteka ob neštetih težavah«                                                       | |
| casusdementis correctio fit sapientis                                                  | »nesreča neumnega je poduk pamentnemu«                                                           | |
| cauponium nullis tondendae nescius artis                                               | »ni krčmarja, ki ne bi znal ostriči gosta«                                                       | |
| causa mortis                                                                           | »vzrok smrti«                                                                                    | |
| causa semper aliqua subest                                                             | »vedno obstaja neki razlog«                                                                      | |
| cave                                                                                   | »pozor!«                                                                                         | |
| cave canem                                                                             | »pozor, pes!«                                                                                    | |
| caveat emptor                                                                          |                                                                                                  | |
| caveat lector                                                                          |                                                                                                  | |
| caveat venditor                                                                        |                                                                                                  | |
| cedant arma togae                                                                      |                                                                                                  | |
| cedento victor abibis                                                                  | »popuščaj in odšel boš kot zmagovalec«                                                           | |
| celerius quam asparagi co ur                                                           |                                                                                                  | |
| cepi corpus                                                                            |                                                                                                  | |
| certa dies leti est cunctis                                                            | »vsakomur je določen dan smrti«                                                                  | |
| certa viriliter, sustine patienter                                                     | »bori se možato, prenašaj potrpežljivo«                                                          | |
| certum est quod certum reddi potest                                                    |                                                                                                  | |
| cessante causa, cessat effectus                                                        | »ko preneha vzrok, preneha tudi posledica«                                                       | |
| cessante ratione legis cessat ipsa lex                                                 |                                                                                                  | |
| cetera desunt                                                                          | »ostalo manjka«                                                                                  | |
| ceteris paribus                                                                        | »vse drugo je nespremenjeno«                                                                     | »ceteris paribus« je najbolj znana predpostavka v ekonomskih raziskavah. Uporaba te predpostavke nam omogoča, da se pri proučevanju določenega pojava ali zakonitosti osredotočimo le na pojav sam, ne pa tudi na druge vzporedne vplive, ki so sicer tudi prisotni, niso pa predmet našega proučevanja v konkretnem primeru. |
| charta pardonationis se defendendo                                                     |                                                                                                  | Oblika oprostitve zaradi uboja drugega človeka v samoobrambi. |
| charta pardonationis utlagariae                                                        |                                                                                                  | Oblika oprostitve človeka, ki je izobčenec. |
| Christo et Doctrinae                                                                   | »za Kristusa in Učenje«                                                                          | |
| Christus Rex                                                                           | »Kristus kralj«                                                                                  | |
| cibi condimentum est fames                                                             | »lakota je začimba za vsak obrok«                                                                | Lakota je najboljši kuhar. |
| cineri gloria sera venit                                                               | »pozno prihaja slava pepelu«                                                                     | |
| circa (c.) ali (ca.)                                                                   | »približno«                                                                                      | |
| circulus in demonstrando                                                               | »dokazovati s sabo to, kar je treba dokazati«                                                    | |
| circulus vitiosus                                                                      | »izprijen krog«                                                                                  | V logiki je to odprtje vprašanja, logične zmote, ki vsebuje predpostavko predloga v eni od premis. V znanosti je to pozitivna povratna zanka. |
| cita mors ruit                                                                         | »smrt hitro pride«                                                                               | |
| citius altius fortius                                                                  |                                                                                                  | |
| cito fit, quod di volunt                                                               | »Hitro ze zgodi, kar hočejo bogovi«                                                              | |
| cito pede labitur aetas                                                                | »življenje se odmika s hitro nogo«                                                               | |
| clamea admittenda in itinere per atturnatum                                            |                                                                                                  | |
| clara pacta boni amici                                                                 | »čisti računi, dobri prijatelji«                                                                 | |
| claude os, aperi oculos                                                                | »zapri usta, odpri oči«                                                                          | |
| clausum fregit                                                                         |                                                                                                  | |
| claves Sancti Petri                                                                    | »ključi svetega Petra«                                                                           | |
| clerico admittendo                                                                     |                                                                                                  | |
| clerico capto per statutum mercatorum                                                  |                                                                                                  | |
| clerico convicto commisso gaolae in defectu ordinarii deliberando                      |                                                                                                  | |
| clerico intra sacros ordines constituto non eligendo in officium                       |                                                                                                  | |
| Codex Iuris Canonici                                                                   |                                                                                                  | |
| cogito, ergo sum                                                                       | »mislim, torej sem!«                                                                             | Izraz katerega je uporabil Rene Descartes, ko je človeka postavil nad ostala živa bitja. |
| coitus interruptus                                                                     |                                                                                                  | |
| communibus annis                                                                       |                                                                                                  | |
| communibus locis                                                                       |                                                                                                  | |
| communis opinio                                                                        | »splošno sprejeto stališče«                                                                      | |
| compos mentis                                                                          |                                                                                                  | |
| concordet sremo cum vita                                                               | »naj se govor ujema z življenjem«                                                                | |
| concordia civium murus urbium                                                          | »sloga meščanov je zid mest«                                                                     | |
| concordia cum veritate                                                                 | »v sožitju z resnico«                                                                            | |
| concordia salus                                                                        |                                                                                                  | |
| condemnant quod non intellegunt                                                        |                                                                                                  | |
| condicio sine qua non                                                                  | »pogoj brez katerega ne gre«                                                                     | Neobhoden pogoj. |
| coniugium sine prole est dies sine sole                                                | »zakon brez otrok je kot dan brez sonca«                                                         | |
| coniugis iratae noli tu verba timere, nam lacrimis struit insidias, cum femina plorat  | »ne boj se srdite žene, ker, kadar žena joče, s solzami pripravlja prevaro«                      | |
| confer (cf.)                                                                           | »spraviti skupaj«                                                                                | Primerjaj. Uporablja se kot kravica v tekstih, s katero se priporoča primerjavo z drugo stvarjo. |
| confoederatio Helvetica (C.H.)                                                         | »Švicarska konfederacija«                                                                        | Uradno ime Švice, od tod tudi uporaba »CH« kot mednarodne oznake za Švico ISO deželne kode, »ch« za zgornjenivojsko internetno domeno in »CHF« za oznako valute (švicarski farnk). |
| coniunctis viribus                                                                     | »z združeno močjo«                                                                               | S skupnimi močmi. Včasih prevedeno kot conjunctis viribus. |
| conscientia mille testes                                                               | »čista vest - tisoč prič«                                                                        | |
| consilium post facta imber post tempora frugum                                         | »vest po dejanju je dež po žetvi«                                                                | |
| consuetudinis vis magna est                                                            | »moč navade je velika«                                                                           | Navada je železna srajca. |
| consuetudo altera natura est                                                           | »navada je druga narava«                                                                         | |
| consuetudo pro lege servatur                                                           | »navade se drži pred zakonom«                                                                    | |
| consummatum est                                                                        | »zaključeno je«                                                                                  | Zadnje besede Kristusa na križu. |
| contemptus saeculi                                                                     | »zaničevan za čase«                                                                              | Preziranje posvetnega sveta. |
| contra principia negantem non est disputandum                                          | »ne moreš se vedno prepirati s tistim, ki oporeka osnove resnice«                                | |
| contra bonos mores                                                                     | »proti dobri morali«                                                                             | Žaljiv za vest in čut pravičnosti. |
| contra legem                                                                           | »proti zakonu«                                                                                   | |
| contra vim mortis non est medicamen in hortis                                          | »proti moči smrti ni zdravila v vrtovih«                                                         | |
| contradictio in adiecto                                                                | »protislovje v prilastku«                                                                        | |
| contradictio in terminis                                                               | »protislovje v izrazih«                                                                          | Beseda, ki naredi samo sebe nemogočo. |
| contraria contrariis curantur                                                          | »nasprotja se zdravijo z njihovimi nasprotji«                                                    | To je prvi formuliral Hipocrates, s čimer je sugerial, da se bolezni zdravijo z nasprotnimi zdravili. Protipomenka od Similia similibus curantur. |
| cor ad cor loquitur                                                                    | »srce govori srcu«                                                                               | |
| cor non mentitur                                                                       | »srce ne vara«                                                                                   | |
| coram Deo                                                                              | »v prisotnosti Boga«                                                                             | Fraza v krščanski teologiji, ki povzema idejo, da Kristjani živijo v prisotnosti, oblasti in slavi Boga. |
| coram populo                                                                           | »v prisotnosti ljudi«                                                                            | Odprto. |
| cornix cornici numquam oculos effodit                                                  | »vrana vrani ne izkljuje oči«                                                                    | |
| Corpus Christi                                                                         | »telo Kristusa«                                                                                  | |
| corpus delicti                                                                         | »telo prestopka«                                                                                 | Dejstvo, da je bil zločin storjen, potreben pogoj za obsodbo nekoga, da je zagrešil ta zločin. Z drugimi besedami, če ni bilo zločina, ne moremo imeti zločinca. |
| corpus Iuris Canonici                                                                  | »telo cerkvenega prava«                                                                          | Uradna kompilacija kanonskega prava v Rimskokatoliški cerkvi. (primerjaj Codex Iuris Canonici). |
| Corpus Iuris Civilis                                                                   | »jedro civilnega prava«                                                                          | Jedro rimskega prava oz. civilnega prava. |
| corpus vile                                                                            | »ničvredno telo«                                                                                 | Oseba, ki je primerna le kot objekt eksperimenta. |
| cras, cras, semper cras et sic dilabitur aetas                                         | »jutri, jutri, vedno jutri in tako poteče celo življenje«                                        | |
| corrigenda                                                                             | »stvari, ki jih je treba popraviti«                                                              | |
| corruptio optimi pessima                                                               | »pokvarjenost najboljših je najslabša«                                                           | |
| credo quia absurdum est                                                                |                                                                                                  | |
| credula res amor est                                                                   | »ljubezen je lahkoverna«                                                                         | |
| crescat scientia vita excolatur                                                        |                                                                                                  | |
| crescunt anni, descrescunt vires                                                       | »leta rastejo, toda moč slabi«                                                                   | |
| crescit eundo                                                                          |                                                                                                  | |
| cui bono                                                                               | »dobro za koga?«                                                                                 | |
| cui fidas, vide                                                                        | »pazi, komu verjameš«                                                                            | |
| cui omnes bene dicunt, possidet populi bona                                            | »tisti, o komur vsi govorijo dobro, je zelo bogat«                                               | |
| cui prodest                                                                            |                                                                                                  | |
| cuius est solum eius est usque ad coelum et ad inferos                                 |                                                                                                  | |
| cuius regio, eius religio                                                              | »čigar regija, tega vera«                                                                        | Privilegij vladarja, da izbere vero svojih podvržencev. Pravica lokalnega princa do izbire religije svojih ljudi je bila ustanovljena leta 1555 pri Augsburškem miru. |
| cuiusvis hominis est errare                                                            | »vsak človek se lahko zmoti«                                                                     | Motiti se je človeško. (Cicero) |
| cuiusvis hominis est errare, nullius nisi insipientis in errore perseverare            | »vsak se lahko moti, vendar le bedak vztraja v svoji napaki«                                     | — Marcus Tullius Cicero, Philippica XII, ii, 5 |
| culpa                                                                                  | »krivda«                                                                                         | V pravu dejanje zanemarjanja. Na splošno krivda, greh ali napaka. |
| culparum fontes sunt fastus, livor et ira                                              | »oholost, zavist in jeza so izvori prestopka«                                                    | |
| cum ferrumcandet, cudare quemquem decet                                                | »železo je treba kovati, dokler žari«                                                            | |
| cum fines est liciturs, etiam media sunt licita                                        | »ko je dovoljen cilj, so dovoljena tudi sredstva«                                                | |
| cum gladiis et fustibus                                                                | »z meči in palicami«                                                                             | Iz Biblije. |
| cum gladio et sale                                                                     | »z mečem in soljo«                                                                               | |
| cum grano salis                                                                        | »z zrnom soli«                                                                                   | Naj se ne vzame preveč resno ali kot dobesedna resnica. |
| cum granum salis                                                                       | »s ščepcem soli«                                                                                 | |
| cum laude                                                                              | »s pohvalo«                                                                                      | Standardno besedilo akademskih časti v ZDA. Višje časti vključujejo magna cum laude in summa cum laude. |
| cum mentior et mentiri me dico, mentior an verum dico?                                 | »kadar lažem in povem, da lažem, ali takrat lažem ali govorim resnico?«                          | |
| cum quid habere cupis, noli cessare petendo: arbor non primo, sed saepe cadit feriendo | »kadar si česa želiš, nikar ne odnehaj; drevo ne pade že po prvem, ampak šele po mnogih udarcih« | |
| cumaccusas alium, propriam prius inspice vitam                                         | »preden obtožiš drugega, preglej svoje lastno življenje«                                         | |
| cur Deus Homo                                                                          | »zakaj Bog/človek«                                                                               | Vprašanje, ki ga pripisujejo Anselmu v njegovem delu z istim imenom, v katerem razmišlja, zakaj mora biti Kristus hkrati popolnoma božji in popolnoma človeški. Pogosto se prevaja kot »zakaj je Bog postal človek?« |
| cura personalis                                                                        | »skrb za celo osebo«                                                                             | |
| cura te ipsum                                                                          | »poskrbi sam zase«                                                                               | Prigovarjanje zdravnikom ali strokovnjakom na splošno, naj se ukvarjajo z lastnimi problemi, preden se začno ukvarjati s problemi drugih. |
| cura, ut valeas                                                                        | »bodi previden«                                                                                  | |
| curia pauperibus clasta est                                                            | »sodišče je za siromake zaprto«                                                                  | |
| curriculum vitae                                                                       | »tok življenja«                                                                                  | Življenjepis. |
| custos morum                                                                           | »čuvaj morale«                                                                                   | Cenzor. |
| cygnus inter anates                                                                    | »labod med racami«                                                                               | |

## D
| Latinsko                                                                                | Dobesedni prevod                                                                                  | Opombe                                                                      |
| --------------------------------------------------------------------------------------- | ------------------------------------------------------------------------------------------------- | --------------------------------------------------------------------------- |
| damnatio memoriae                                                                       | »prekletstvo spomina«                                                                             |                                                                             |
| damnum absque injuria                                                                   |                                                                                                   |                                                                             |
| dant animos vina                                                                        | »vino daje pogum«                                                                                 |                                                                             |
| dat deus incrementum                                                                    |                                                                                                   |                                                                             |
| dat gloria vires                                                                        | »slava daje moč«                                                                                  |                                                                             |
| de bonis asportatis                                                                     |                                                                                                   |                                                                             |
| de dato                                                                                 |                                                                                                   |                                                                             |
| de facto                                                                                | »dejansko«                                                                                        |                                                                             |
| de duobus malis semper minus eligendum est                                              | »med dvema zlema je treba izbrati tisto manjše«                                                   |                                                                             |
| de gustibus et coloribus non est disputandum                                            | »o barvah in okusih se ne razpravlja«                                                             |                                                                             |
| de gustibus non est disputandum                                                         | »o okusih se ne razpravlja«                                                                       |                                                                             |
| de futuro                                                                               |                                                                                                   |                                                                             |
| de integro                                                                              |                                                                                                   |                                                                             |
| de jure                                                                                 | »formalno« ali »uradno«                                                                           |                                                                             |
| de lege ferenda                                                                         |                                                                                                   |                                                                             |
| de lege lata                                                                            |                                                                                                   |                                                                             |
| de minimis non curat praetor                                                            |                                                                                                   |                                                                             |
| de mortuis aut bene aut nihil                                                           | »o mrtvih ali dobro ali nič«                                                                      | Isti pomen pregovora: »o mrtvih samo dobro«                                 |
| de mortuis nihil nisi bene                                                              | »o mrtvih vse najboljše«                                                                          |                                                                             |
| de mortuis nil nisi bonum                                                               | »o mrtvih samo dobro«                                                                             |                                                                             |
| de nobis fabula narratur                                                                | »zgodba pripoveduje na nas«                                                                       | Pomeni, da lahko iz zgodbe razumemo nauk, ki velja tudi za bralce osebno.   |
| de novo                                                                                 |                                                                                                   |                                                                             |
| de omni re scibili et quibusdam aliis                                                   |                                                                                                   |                                                                             |
| De Oppresso Liber                                                                       |                                                                                                   |                                                                             |
| de profundis                                                                            | »iz globočine«                                                                                    |                                                                             |
| de re                                                                                   | »o stvari«                                                                                        |                                                                             |
| debemur morti nos nostraque                                                             | »smrti smo dolžni sebe in vse svoje«                                                              |                                                                             |
| decus et tutamen                                                                        |                                                                                                   |                                                                             |
| dedecus est semper sumere nilque dare                                                   | »sramotno je vedno jemati in nič dajati«                                                          |                                                                             |
| deficiente pecunia deficit omne                                                         | »ni denarja, ni nič«                                                                              |                                                                             |
| Dei Gratia Regina                                                                       |                                                                                                   |                                                                             |
| dei sub numine viget                                                                    |                                                                                                   |                                                                             |
| delectatio morosa                                                                       |                                                                                                   |                                                                             |
| delenda Carthago                                                                        | »Kartagino je treba porušiti«                                                                     | Kato, starejši                                                              |
| deliriant isti Romani                                                                   |                                                                                                   |                                                                             |
| desinit in piscem mulier formosa superne                                                | »lepotica se končuje z ribjim repom«                                                              | Horacij, Ars poetica                                                        |
| Deo gratias                                                                             | »Bogu hvala«                                                                                      |                                                                             |
| Deo Optimo Maximo (DOM)                                                                 |                                                                                                   |                                                                             |
| Deo vindice                                                                             |                                                                                                   |                                                                             |
| Deo volente                                                                             |                                                                                                   |                                                                             |
| deus ex machina                                                                         | »bog iz stroja«                                                                                   | Umetna ali za lase privlečena rešitev težave, predvsem kot literarni prijem |
| Deus non est velox ad poenam                                                            | »Bog je počasen, vendar dosegljiv«                                                                |                                                                             |
| Deus vult                                                                               |                                                                                                   |                                                                             |
| di meliora piis dent                                                                    | »bogovi so dali pobožnim boljše«                                                                  |                                                                             |
| di nos quasi pilas homines habent                                                       | »bogovi nas ljudi mečejo kot žoge«                                                                |                                                                             |
| di scentias laboribus vendunt                                                           | »brez napora ni znanosti«                                                                         |                                                                             |
| Dicto simpliciter                                                                       |                                                                                                   |                                                                             |
| dictum meum pactum                                                                      |                                                                                                   |                                                                             |
| dicunt: ius summum saepe summa est malitia                                              | »pravijo: največja pravica je pogosto največja zloba«                                             |                                                                             |
| diem perdidi                                                                            | »Izgubil sem dan«                                                                                 | Imperator Tit, zapisano v biografiji Suetonija (8)                          |
| Dies Irae                                                                               | »dan jeze«                                                                                        |                                                                             |
| difficile est longum subito deponere                                                    | »težko se je odreči dolgi ljubezni«                                                               |                                                                             |
| difficile est se noscere ipsum                                                          | »težko je spoznati samega sebe«                                                                   |                                                                             |
| digito comesce labellum                                                                 | »s prstom obrzdaj usta«                                                                           |                                                                             |
| diliges amicum tuum sicut te ipsum                                                      | »ljubi prijatelja kakor samega sebe«                                                              |                                                                             |
| dimidum facti, qui coepit, habet                                                        | »polovico dela ima, kdor začne«                                                                   |                                                                             |
| dirigo                                                                                  | »usmerjam«                                                                                        |                                                                             |
| dis aliter visum                                                                        |                                                                                                   |                                                                             |
| dis manibus sacrum (D.M.S.)                                                             |                                                                                                   |                                                                             |
| disce quasi semper victurus vive quasi cras moriturus                                   |                                                                                                   |                                                                             |
| discere non est vitiosum sed ignorare                                                   | »ni se sramota učiti, ampak ne znati«                                                             |                                                                             |
| discipuli nostrum bardissimi sunt                                                       |                                                                                                   |                                                                             |
| disjecta membra                                                                         |                                                                                                   |                                                                             |
| ditat Deus                                                                              |                                                                                                   |                                                                             |
| diversi diversa putant                                                                  | »različni ljudje različno mislijo«                                                                |                                                                             |
| dives est, cui tanta possessio est, ut nihil optet ampilus                              | »bogat je tisti, ki ima toliko, da si nič več ne želi«                                            |                                                                             |
| dives ubique placet, pauper ubique iacet                                                | »bogataš je vsakemu všeč, siromak je povsod preziran«                                             |                                                                             |
| divide et impera                                                                        | »deli in vladaj«                                                                                  |                                                                             |
| dixi                                                                                    | »govoril sem«                                                                                     |                                                                             |
| dixi et animam meam salvavi                                                             |                                                                                                   |                                                                             |
| do ut des                                                                               |                                                                                                   |                                                                             |
| docendo disco, scribendo cogito                                                         |                                                                                                   |                                                                             |
| dolo pugnandum est, dum quis par non est armis                                          | »ko nekdo ni močan z orožjem, se velja boriti s pretkanostjo«                                     |                                                                             |
| Dominus illuminatio mea                                                                 |                                                                                                   |                                                                             |
| Dominus vobiscum                                                                        | »Gospod z vami«                                                                                   |                                                                             |
| dona nobis pacem                                                                        | »daj nam mir«                                                                                     | Vzklik pri molitvi: »podeli nam mir«                                        |
| donatio mortis causa                                                                    |                                                                                                   |                                                                             |
| donec eris felix multos numerabis amicos                                                | »dokler si srečen, boš imel veliko prijateljev«                                                   | Ovid, Tristia I,9,5                                                         |
| dormit nocte parum possessor divitiarum                                                 | »lastnik bogastva ponoči malo spi«                                                                |                                                                             |
| dotata mulier virum regit                                                               | »žena, ki prinaša doto, vlada možu«                                                               |                                                                             |
| draco dormiens nunquam titillandus                                                      |                                                                                                   |                                                                             |
| dramatis personae                                                                       |                                                                                                   |                                                                             |
| duae tabulae rasae in quibus nihil scriptum est                                         |                                                                                                   |                                                                             |
| ductus exemplo                                                                          |                                                                                                   |                                                                             |
| dulce bellum inexpertis                                                                 |                                                                                                   |                                                                             |
| dulce et decorum est pro patria mori                                                    | »sladko in častno je umreti za domovino«                                                          | Horacij, Odes III, 2, 13                                                    |
| dulce et utile                                                                          | »prijetno in koristno«                                                                            |                                                                             |
| dulcius ex asperis                                                                      |                                                                                                   |                                                                             |
| dum femina plorat, decipere laborat                                                     | »medtem ko ženska joče, kuje maščevanje«                                                          |                                                                             |
| dum spiro spero                                                                         | »dokler diham, upam«                                                                              |                                                                             |
| dum Roma deliberat Saguntum perit                                                       |                                                                                                   |                                                                             |
| dum vires annique sinunt, tolerate labores: iam veniet tacito curva senecta pede        | »dokler dopuščajo moč in leta, prenašajte napore, bo že s tihim korakom prišla upognjena starost« |                                                                             |
| dum vivimus servimus                                                                    | »dokler živimo, služimo«                                                                          |                                                                             |
| dum vivis, sperare decet                                                                | »dokler živiš, je primerno upati«                                                                 |                                                                             |
| duo sunt instrumentia ad omnes res aut confirmandas aut impugnandas, ratio et autoritas | »z dvema sredstvoma se vse stvari lahko potrdi ali ovrže - z razumom in oblastjo«                 |                                                                             |
| dura lex, sed lex                                                                       | »zakon je krut, a je [še vedno] zakon«                                                            | V smislu, da je potrebno zakon spoštovati, pa čeprav je strog.              |
| dura mater                                                                              |                                                                                                   |                                                                             |
| dura necessitas                                                                         | »kar je nujno, je kruto«                                                                          |                                                                             |
| dum vita est, spes est                                                                  | »dokler je življenje, je upanje«                                                                  |                                                                             |

## E
| Latinsko                                                                       | Dobesedni prevod                                                                                                | Opombe |
| ------------------------------------------------------------------------------ | --- | --- |
| e fructu arbor cognoscitur                                                     | »drevo spoznamo po sadežih«                                                                                     | |
| e lingua stulta veniuntr incommoda multa                                       | »veliko nejevolje prihaja od norega jezika«                                                                     | |
| e magna coena stomacho fit maxima poena                                        | »od obilne hrane prihaja želodcu največja kazen«                                                                | |
| e pluribus unum                                                                | | |
| ebritas franguit, quidquid sapienta tangit                                     | »kar modrost ustvari, pijanost poruši«                                                                          | |
| Ecce Homo                                                                      | »Glej, človek!«                                                                                                 | Vzklik Poncija Pilata ljudstvu, ko pokaže bičanega Kristusa.                                                                                       |
| ede, bibe, lude, post mortem nulla voluptas                                    | »jej, pij, igraj se, po smrti ni nobenega uživanja«                                                             | |
| edere oportet ut vivas, non vivere ut edas                                     | »jemo zato, da živimo, ne živimo zato, da jemo«                                                                 | |
| editio princeps                                                                | | |
| effectus sequitur casuam                                                       | »posledica sledi vzroku«                                                                                        | |
| e.g.                                                                           | »na primer« | Okrajšava za »exempli gratia«, glej spodaj. |
| ego spem pretio non emo                                                        | »ne kupujem upanja za denar«                                                                                    | |
| ego te absolvo                                                                 | »jaz te odrešim«                                                                                                | Stavek, ki ga izreče duhovnik pri spovedi. |
| ego te provoco                                                                 | | |
| emeritus                                                                       | | |
| ens causa sui                                                                  | | |
| ense petit placidam sub libertate quietem                                      | | |
| entitas ipsa involvit aptitudinem ad extorquendum certum assensum              | | |
| eo ipso                                                                        | | |
| eo nomine                                                                      | | |
| ergo                                                                           | »zato« | |
| erga omnes                                                                     | »proti vsem« | |
| erit tempus, cum tu verum amicum desideres                                     | »prišel bo čas, ko si boš zaželel iskrenega prijatelja«                                                         | |
| errare humanum est                                                             | »motiti se je človeško«                                                                                         | Iz: Seneca. Celoten citat je »errare humanum est perseverare diabolicum«, »motiti se je človeško; vztrajati je hudičevo«                           |
| Errare humanum est. Perseverare diabolicum                                     | »Motiti se je človeško. Ponoviti napako je vražje«                                                              | Seneka |
| erratum                                                                        | »napaka« | Seznam napak v prejšnji izdaji dela je pogosto označen v množini, errata (»napake«).                                                               |
| error hesternus sit tibi doctor hodiernus                                      | »včerajšnja napaka naj ti je danes učitelj«                                                                     | |
| esse est percipi                                                               | | |
| esse oportet, ut vivas, non vivere, ut edas                                    | »jesti moraš, da živiš, in ne živeti, da ješ«                                                                   | |
| esse quam videri                                                               | | |
| est deus in nobis, agitante calescimus illo                                    | »Bog je v nas in mi se grejemo z njegovo pobudo«                                                                | |
| Est mulier tamquam generalis regula. Quare? In multisfallit regula, sec mulier | »žena je kot splošno pravilo. Zakaj? Pravilo v marsičem nima prav, prav tako tudi žena«                         | |
| Esto bonus saltem, si non potes esse peritus                                   | »bodi vsaj dober, če ne moreš biti pameten«                                                                     | |
| esto perpetua                                                                  | | |
| Et ab hoste doceri                                                             | »tudi od sovražnika se lahko marsikaj naučiš«                                                                   | |
| et alibi (et al.)                                                              | | |
| et alii (et al.)                                                               | | |
| et cetera (etc.) or (&c.)                                                      | | |
| et hoc genus omne                                                              | | |
| et in Arcadia ego                                                              | | |
| et nunc reges, intelligite erudimini qui judicatis terram.                     | »In zdaj, kralji, bodite opozorjeni vi, ki razsojate na zemlji.«                                                | Biblija |
| Et semel emissum volat irrevocabile verbum                                     | »tudi enkrat izgovorjena beseda neustavljivo leti«                                                              | |
| et sequens (et seq.)                                                           | | |
| et tu, Brute?                                                                  | »Tudi ti, Brut?«                                                                                                | Gaj Julij Cezar je to rekel svojemu posinovljencu Brutu, ki je bil med nekje 60 zarotniki, ki so ga leta 44 pr. n. št. v senatu obkolili in ubili. |
| et uxor (et ux.)                                                               | | |
| etiam in obsessia via pauperi pax est                                          | »tudi na zadnji poti ima siromak mir«                                                                           | |
| ex abundantia enim cordis os loquitur                                          | | |
| ex abundanti cautela                                                           | | |
| ex aequo                                                                       | | |
| ex animo                                                                       | | |
| ex ante                                                                        | | |
| Ex Astris Scientia                                                             | | |
| ex avarita omnia scelera ac maleficia gignuntur                                | »iz lakomnosti se porajajo vsi zločini in kriminal«                                                             | |
| ex cathedra                                                                    | | |
| exceptio firmat regulam in casibus non exceptis                                | | |
| ex Deo                                                                         | | |
| ex dolo malo                                                                   | | |
| ex facie                                                                       | | |
| ex gratia                                                                      | | |
| ex hypothesi                                                                   | | |
| ex lege                                                                        | »po samem zakonu«                                                                                               | |
| ex libris                                                                      | »iz knjig« | Poseben žig, ki označuje, katere knjige so last določenega lastnika.                                                                               |
| ex luna scientia                                                               | | |
| ex nihilo nihil fit                                                            | | |
| ex officio                                                                     | | |
| ex opere operato                                                               | | |
| ex oriente lux                                                                 | | |
| ex parte                                                                       | | |
| ex post facto                                                                  | | |
| ex scientia tridens                                                            | | |
| ex scientia vera                                                               | | |
| ex silentio                                                                    | | |
| ex tempore                                                                     | | |
| ex vi termini                                                                  | | |
| ex vivo                                                                        | | |
| ex voto                                                                        | | |
| excelsior                                                                      | | |
| exceptio firmat regulam                                                        | »izjema potrjuje pravilo«                                                                                       | |
| excusatio non petita accusatio manifesta                                       | | |
| exeat                                                                          | | |
| exegi monumentum aere perennius                                                | »zgradil sem spomenik, trajnejši od brona«                                                                      | Horacij, Odes III, 30, 1 |
| exempli gratia (e.g.)                                                          | | |
| exeunt                                                                         | | |
| exigua est virtus praestrare silentia rebus; at contra est culpa tacenda loqui | »mala vrlina je določene stvari zamolčati; nasprotno pa je resna napaka govoriti to, kar je potrebno zamolčati« | |
| exit                                                                           | | |
| experientia est optima rerum magistra                                          | »izkušnja je najboljši učitelj«                                                                                 | |
| experimentum crucis                                                            | | |
| experto crede                                                                  | | |
| expressio unius est exclusio alterius                                          | | |
| exsima est virtus praestare silentia rebus                                     | »odlična vrlina je znati molčati o stvareh«                                                                     | |
| Extra Ecclesiam Nulla Salus                                                    | | |
| extra territorium jus dicenti impune non paretur                               | | |

## F
| Latinsko                                                  | Dobesedni prevod                                       | Opombe |
| --------------------------------------------------------- | ------------------------------------------------------ | --- |
| faber est suae quisque fortunae                           | »vsak je svoje sreče kovač«                            | Besede Apija Klavdija Ceka. |
| fac fortia et patere                                      | »stori pogumna dejanja in vztrajaj«                    | |
| fac simile                                                | »stori podobno«                                        | Iz tega izraza sta nastali besedi faksimile in faks. |
| facile largiri de alieno                                  | »lahko je s tujim biti darežljiv«                      | |
| facile omnes, quom valemus, recta consilia aegrotis damus | »ko smo zdravi, z lahkoto dajemo nasvete bolnim«       | |
| facilius emendabis minore poena                           | »lažje je soditi o tujem kot o svojem«                 | |
| facta loquuntur                                           | »dela govorijo«                                        | |
| facta, non verba                                          | »dejanja, ne besede«                                   | |
| felix culpa                                               | »srečna krivda«                                        | Besede velikonočne hvalnice Exultet. |
| fallacia alia aliam trudit                                | »ena laž prinaša drugo«                                | |
| fallere fallentem non est fraus                           | »ni prevara prevarati tistega, ki te vara«             | |
| fallere, flere, nere, statuit Deus in muliere             | »prevarati, jokati, presti, to je za ženo določil bog« | |
| falsus in unum, falsus in omnibus                         | »lažniv glede ene stvari, lažniv glede vsega«          | Načelo rimskega prava, po katerem priča, ki je lagala glede ene stvari, ni več kredibilna. Pravni zastopniki tako na sodišču skušajo diskreditirati celotne izjave nasprotnih prič, če seveda njihove besede niso bile podprte z dokazi. |
| felix qui potuit rerum cognoscere                         | »srečen [je tisti], ki lahko dojame stvari«            | varianta Vergila, Georgica 2, 490 |
| felo de se                                                | »zločinec do sebe«                                     | Izraz za samomorilca v zgodnjem angleškem javnem pravu, ki določa, da se samomorilcu zapleni zemlja. |
| fere libenter homines id quod volunt credunt              | »ljudje navadno raje verjamejo to, kar želijo verjeti« | Ljudje verjamejo, kar želijo, da bi bilo res, tudi če ni. Pripisano Juliju Cezarju. |
| festina lente!                                            | »Hiti počasi!«                                         | Oksimoron rimskega cesarja Avgusta. (napreduj hitro, vendar previdno) |
| fiat iustitia et pereat mundus                            | »naj se zgodi pravica, tudi če propade svet«           | Besede Ferdinanda I. Habsburškega. |
| fiat justitia ruat caelum                                 |                                                        | Pripisano Luciju Kalpurniju Pizonu. |
| fiat lux                                                  | »bodi luč«                                             | Iz latinskega prevoda Geneze: »dixitque Deus fiat lux et facta est lux.« (»bog je rekel: Bodi svetloba! In nastala je svetloba«). |
| fiat Voluntas Dei                                         | »zgodi se Božja volja«                                 | |
| fide, sed qui, vide                                       | »zaupaj, a glej komu«                                  | |
| fidei defensor (Fid Def) ali (fd)                         | »branilec vere«                                        | Naslov, ki ga je Henriku VIII. podelil papež Leon X. 17. oktobra 1521, še preden je Henrik VIII. ustanovil anglikansko cerkev. Frazo še danes uporabljajo britanski monarhi, pojavlja se na vseh britanskih kovancih, navadno okrajšana. |
| fides obligat fidem                                       | »zvestoba obvezuje zvestobo«                           | |
| fides qua creditur                                        |                                                        | Dejanje vere, sprejemanje oziroma življenje v skladu z verskimi resnicami. Nasprotje tega je fides quae creditur |
| fides quae creditur                                       |                                                        | Predmet vere, to, kar se mora sprejeti. Nasprotje tega je fides qua creditur |
| fides quaerens intellectum                                | »vera, ki išče umevanje«                               | besede Anezlma iz Canterburyja v njegovem delu Proslogion |
| fidus Achates                                             | »zvesti Ahat«                                          | Zvest prijatelj. Ahat je bil v Vergilijevi Eneidi Enejev zvesti tovariš. |
| figulus figulo invidet, lignarius lignario                | »lončar zavida lončarju, drvar drvarju«                | |
| flagellum dei                                             | »šiba božja«                                           | |
| finis coronat opus                                        | »konec delo krasi«                                     | |
| finis et bonum idem est                                   | »vse je dobro, kar se dobro konča«                     | |
| finis vitae sed non amoris                                | »konec življenja ni konec ljubezni«                    | |
| firmissima est inter pares amicitia                       | »najmočnejše je prijateljstvo med enakimi«             | |
| flectere si nequeo superos, Achaeronta movebo             |                                                        | Vergilij: Eneida, 7,312 |
| floruit                                                   | »je cvetel«                                            | Izraz se uporablja za čas, ko je bila zgodovinska oseba, katere datuma rojstva in smrti nista znana, najbolj dejavna. |
| fluctuat nec mergitur                                     | »pretresen od valov, vendar ne bo potonil«             | Napis na grbu Pariza. |
| fons et origo                                             | »izvir in začetek«                                     | |
| fortes fortuna adiuvat                                    | »drznim pomaga sreča«                                  | |
| fortes fortuna uvat ali audaces fortuna juvat             | »sreča daje prednost pogumnim«                         | |
| fortis est veritas                                        | »resnica je močna«                                     | Geslo na grbu Oxforda. |
| fortis et liber                                           | »močan in svoboden«                                    | |
| fortunaad homines, plus quam consilium                    | »človeku več pomeni sreča kot pamet«                   | |
| fortunae faber est qulibet ipse suae                      | »vsak je svoje sreče kovač«                            | |
| fraus intactum nil humana relinquit                       | »človeška zloba ne pušča nič dotaknjeno«               | |
| frigidum illud verbum: meum ac tuum                       | »hladna je beseda: moje in tvoje«                      | |

## G
| Latinsko                                               | Dobesedni prevod                                               | Opombe                                                               |
| ------------------------------------------------------ | -------------------------------------------------------------- | -------------------------------------------------------------------- |
| gaude sorte tua                                        | »bodi zadovoljen s svojo usodo«                                |                                                                      |
| generalia specialibus non derogant                     |                                                                |                                                                      |
| genetrix virtutum frugalitas                           | »treznost je mati kreposti«                                    |                                                                      |
| genius loci                                            |                                                                |                                                                      |
| gigni de nihilo nihilum, in nihilum nil posse reveriti | »nič se ne rodi iz ničesar, nič se ne more vrniti v nič«       |                                                                      |
| gloria in Excelsis Deo                                 | »slava Bogu na višavah«                                        |                                                                      |
| gloria Patri                                           | »slava očetu«                                                  |                                                                      |
| gloria victis                                          | »slava premaganim«                                             |                                                                      |
| gloriosus et liber                                     | »slavni in svobodni«                                           |                                                                      |
| gloriosum est iniurias oblivisci                       | »slavno je pozabljati krivice«                                 |                                                                      |
| gradibus ascendimus                                    |                                                                |                                                                      |
| gratia gratiam parit                                   | »zahvala rodi zahvalo«                                         |                                                                      |
| graviora manent                                        | »težje stvari ostanejo«                                        | Z drugimi besedami, slabše stvari počakajo oz. najslabše šele pride. |
| gula plures quam gladius permit                        | »požrešnost je uničila več ljudi kot meč«                      |                                                                      |
| gutta cavat lapidem (non vi, sed saepe cadendo)        | »kaplja izdolbe kamen, ne s silo, temveč z vztrajnim padanjem« |                                                                      |

## H
| Latinsko                                                                                 | Dobesedni prevod                                                                                        | Opombe                                                                                                 |
| ---------------------------------------------------------------------------------------- | --- | --- |
| habeas corpus                                                                            | »lahko imaš telo«                                                                                       | Pravni izraz iz 14. stoletja ali prej.                                                                 |
| habemus Papam                                                                            | »imamo papeža«                                                                                          | |
| habent sua fata libelli                                                                  | »knjige imajo svojo usodo«                                                                              | |
| habet et sua gaudia pauper                                                               | »tudi siromak ima svoje radosti«                                                                        | |
| hac lege                                                                                 | »s tem zakonom«                                                                                         | |
| haec olim meminisse iuvabit                                                              | | |
| Hannibal ante portas                                                                     | »Hannibal je pred vrati«                                                                                | Nanaša se na zapravljanje časa, ko je sovražnik že tu. Izrek pripisujejo Ciceru.                       |
| Hannibal ad portas                                                                       | »Hannibal je pri vratih«                                                                                | Rimljanski starši so s tem strašili otroke, ki niso bili pridni.                                       |
| haud ignota loquor                                                                       | | |
| hic abundant leones                                                                      | | |
| hic et nunc                                                                              | »tu in zdaj«                                                                                            | |
| hic jacet (HJ)                                                                           | »tu leži«                                                                                               | Tudi hic iacet. Napisano na grobovih pred imenom umrlega. Ekvivalentno hic sepultus (»tu je pokopan«). |
| hic manebimus optime                                                                     | | |
| hic Rhodus, hic salta                                                                    | »tu je Rodos, tu skoči«                                                                                 | Ezop, v pomenu: pa se dokaži                                                                           |
| hic sunt leones                                                                          | | |
| hinc illae lacrimae                                                                      | | |
| historia vitae magistra                                                                  | »zgodovina je učiteljica življenja«                                                                     | |
| historia magistra vitae                                                                  | »zgodovina je učiteljica življenja«                                                                     | |
| hoc factis homini, quid cupis esse tibi                                                  | »delaj drugim, kar želiš, da drugi delajo tebi«                                                         | |
| hoc natura est insitum, ut quem timueris, hunc semper oderis                             | »to nam je prirojeno; da vedno sovražiš tistega, ki si se ga prestrašil«                                | |
| hodie mihi, cras tibi                                                                    | »kar je danes meni, bo jutri tebi«                                                                      | |
| hominem liberum dedecet hostibus servire                                                 | »svobodnemu človeku ne pristaja služenje sovražniku«                                                    | |
| Homines quod volunt credunt                                                              | »ljudje verjamejo to, kar želijo«                                                                       | Julij Cezar                                                                                            |
| homines tota vita nihil aliud quam ad mortem inter est                                   | »vse človekovo življenje ni nič drugega kot pot k smrti«                                                | |
| homo homini lupus est                                                                    | »človek človeku - volk«                                                                                 | Thomas Hobbes                                                                                          |
| homo sum humani a mi nihil alienum puto                                                  | | |
| homo sum, humani nihil a me alienum puto                                                 | »človek sem, torej mi ni tuje nič človeškega«                                                           | Terencij                                                                                               |
| homo unius libri (timeo)                                                                 | | |
| honeste vivere                                                                           | | |
| honeste vivere, alterum non laedere, suum cuique tribuere, iuris praecepta sunt          | »pošteno živeti, drugega ne prizadeti, vsem pa dati to, kar jim pripada, so osnovna načela pravičnosti« | |
| honor est praemium virtutis                                                              | »čast je nagrada za vrlino«                                                                             | |
| honor virtutis praemium                                                                  | | |
| honoris causa                                                                            | | |
| hora somni (h.s.)                                                                        | | |
| horas non numero nisi serenas                                                            | | |
| horea quidem cedunt et dies et mensens et anni, nec praeteritum tempus umquam revertitur | »ure minevajo in dnevi in meseci in leta in nikoli se ne vrne čas, ki je minil«                         | |
| hortus in urbe                                                                           | | |
| horribile dictu                                                                          | | |
| hostis, etamsi vilis, numquam contemnendus                                               | »sovražnika, četudi je mali, ne smeš nikoli podcenjevati«                                               | |
| hostis humani generis                                                                    | | |
| hypotheses non fingo                                                                     | »ne privzemam nobenih hipotez«                                                                          | Ne pravim, da je katerakoli hipoteza resnična. Newton, Principia Mathematica                           |

## I
| Latinsko                                                                      | Dobesedni prevod                                                                | Opombe                                                                                                 |
| ----------------------------------------------------------------------------- | ------------------------------------------------------------------------------- | --- |
| ibidem (ibid.)                                                                |                                                                                 | |
| id est (i.e.)                                                                 | »to je«                                                                         | Z drugimi besedami. V tem primeru.                                                                     |
| idem (id.)                                                                    |                                                                                 | |
| idem quod (i.q.)                                                              |                                                                                 | |
| i.e.                                                                          | »to je«                                                                         | Okrajšava za id est, zgoraj. Glej tudi: e.g. vs. i.e.                                                  |
| Iesus Nazarenus Rex Iudaeorum (INRI)                                          | »Jezus Nazaretski, kralj Judov«                                                 | Temelji na krščanskem prepričanju, da je bilo to napisano na vrhu križa, na katerem so križali Jezusa. |
| ignavis semper feriae sunt                                                    | »leni imajo vedno praznike«                                                     | |
| igne natura renovatur integra                                                 |                                                                                 | |
| igni ferroque                                                                 |                                                                                 | |
| ignis aurum probat                                                            |                                                                                 | |
| ignis fatuus                                                                  |                                                                                 | |
| Ignorantia iuris nocet.                                                       | »nepoznavanje prava škoduje«                                                    | |
| ignorantia legis non excusat                                                  | »nepoznavanje zakona ni opravičilo«                                             | |
| ignoratio elenchi                                                             |                                                                                 | |
| ignoti nulla cupido                                                           | »neznano ne mika«                                                               | |
| ignotum per ignotius                                                          |                                                                                 | |
| ignotus (ign.)                                                                |                                                                                 | |
| Illegitimi non carborundum                                                    |                                                                                 | |
| illum nullus amat, semper »da mihi« clamat                                    | »nihče nima rad tistega, ki vedno kliče daj mi«                                 | |
| imago Dei                                                                     |                                                                                 | |
| imitatio dei                                                                  |                                                                                 | |
| imperare sibi maximum imperium est                                            | »obvladati sebe je največja oblast«                                             | |
| imperat in toto regina pacunia mundo                                          | »po vsem svetu vlada kralj - denar«                                             | |
| imperium in imperio                                                           |                                                                                 | |
| imperium sine fine                                                            |                                                                                 | |
| imprimatur                                                                    |                                                                                 | |
| in absentia                                                                   |                                                                                 | |
| in actu                                                                       |                                                                                 | |
| in articulo mortis                                                            |                                                                                 | |
| in bonum virum non cadit mentiri                                              | »dober mož ne laže«                                                             | |
| in camera                                                                     |                                                                                 | |
| in casu                                                                       |                                                                                 | |
| in cauda venenum                                                              |                                                                                 | |
| in Deo speramus                                                               | »v Boga zaupamo«                                                                | |
| in dubio pro reo                                                              | »v dvomu, v korist obtoženega«                                                  | |
| in duplo                                                                      |                                                                                 | |
| in effigie                                                                    |                                                                                 | |
| in esse                                                                       |                                                                                 | |
| in extenso                                                                    |                                                                                 | |
| in extremis                                                                   |                                                                                 | |
| in fidem                                                                      |                                                                                 | |
| in fieri                                                                      |                                                                                 | |
| in fine (i.f.)                                                                |                                                                                 | |
| infinitus est numerus stultorum                                               |                                                                                 | |
| in flagrante delicto                                                          |                                                                                 | |
| in flore                                                                      |                                                                                 | |
| in foro                                                                       |                                                                                 | |
| in girum imus nocte et consumimur igni                                        |                                                                                 | |
| in hoc signo vinces                                                           | »v tem znamenju boš zmagal«                                                     | |
| in illo tempore                                                               | »v tistem času«                                                                 | |
| in limine                                                                     |                                                                                 | |
| in loco                                                                       |                                                                                 | |
| in loco parentis                                                              |                                                                                 | |
| in luce Tua videmus lucem                                                     |                                                                                 | |
| in lumine tuo videbimus lumen                                                 |                                                                                 | |
| in manus tuas commendo spiritum meum                                          |                                                                                 | |
| in medias res                                                                 |                                                                                 | |
| in memoriam                                                                   | »v spomin«                                                                      | |
| in necessariis unitas, in dubiis libertas, in omnibus caritas                 |                                                                                 | |
| in nuce                                                                       |                                                                                 | |
| in omnia paratus                                                              |                                                                                 | |
| in omnibus requiem quaesivi, et nusquam inveni nisi in angulo cum libro       |                                                                                 | |
| in partibus infidelium                                                        |                                                                                 | |
| in pectore                                                                    |                                                                                 | |
| in personam                                                                   |                                                                                 | |
| in propria persona                                                            |                                                                                 | |
| in rerum natura                                                               |                                                                                 | |
| in saeculo                                                                    |                                                                                 | |
| in salvo                                                                      |                                                                                 | |
| in silico                                                                     |                                                                                 | |
| in situ                                                                       | »v prvotni (naravni) legi«                                                      | Uporabljano v geomehaniki.                                                                             |
| in spe                                                                        |                                                                                 | |
| in spe nascendi                                                               | »živim v upanju«                                                                | |
| in specialibus generalia quaerimus                                            |                                                                                 | |
| in te descende                                                                | »vprašaj svojo vest«                                                            | |
| in statu nascendi                                                             |                                                                                 | |
| in toto                                                                       |                                                                                 | |
| in triplo                                                                     |                                                                                 | |
| in utero                                                                      |                                                                                 | |
| in vacuo                                                                      |                                                                                 | |
| in vino veritas                                                               | »v vinu je resnica«                                                             | Se pravi: »preveč vina bo privedlo na dan resnico«.                                                    |
| in vitium ducit culpae fuga                                                   | »zabloda vodi strah do napake«                                                  | |
| in vitro                                                                      | »v kozarcu«                                                                     | Eksperimentalna metoda, ki se izvaja na nenaravni ureditvi, zunaj živega organizma ali celice.         |
| in vivo                                                                       | »v živo« ali »v živi stvari«                                                    | Eksperiment ali proces, ki se opravlja na živem primerku.                                              |
| incredibile dictu                                                             |                                                                                 | |
| Index Librorum Prohibitorum                                                   |                                                                                 | |
| indivisibiliter ac inseparabiliter                                            |                                                                                 | |
| infra dignitatem (infra dig)                                                  |                                                                                 | |
| ingenium mala saepe movent                                                    | »težave pogosto spodbudijo iznajdljivost«                                       | |
| inocertum est, quo te loco mors exspectet: itaque tu illam omni loco exspecta | »ni gotovo, na katerem kraju te čaka smrt: zato jo ti pričakuj na vsakem kraju« | |
| insano nemo in amore videt                                                    | »nihče ne vidi, ko je noro zaljubljen«                                          | |
| instante mense (inst.)                                                        |                                                                                 | |
| integer vitae scelerisque purus                                               |                                                                                 | |
| inter alia                                                                    |                                                                                 | |
| inter alios                                                                   |                                                                                 | |
| inter arma enim silent leges                                                  | »med vojnami zakoni (ali umetnosti) molčijo«                                    | Cicero, Oratio Pro Annio Milone (IV)                                                                   |
| inter caetera                                                                 |                                                                                 | |
| inter faeces et urinam nascimur                                               | »med iztrebki in urinom smo rojeni«                                             | |
| inter spem et metum                                                           |                                                                                 | |
| inter vivos                                                                   |                                                                                 | |
| intra muros                                                                   |                                                                                 | |
| intra vires                                                                   |                                                                                 | |
| inventus - ventus                                                             | »mladost - veter«                                                               | |
| invia virtuti nulla est via                                                   | »niti ena pot ni nedostopna vrlini«                                             | |
| invidia vexantur opes                                                         | »zavist vznemirja bogastvo«                                                     | |
| ipsa scientia potestas est                                                    |                                                                                 | |
| ipse dixit                                                                    |                                                                                 | |
| ipsissima verba                                                               |                                                                                 | |
| ipso facto                                                                    |                                                                                 | |
| ira Deorum                                                                    |                                                                                 | |
| ira furor brevis est                                                          | »jeza je kratkega daha«                                                         | Horacij, Epistli I, 2, 62                                                                              |
| is dives vocatur, qui sua sorte contentus est                                 | »bogat je tisti, ki je zadovoljen s svojo usodo«                                | |
| is fecit, cui prodest                                                         | »storil je tisti, ki ima od tega dobiček«                                       | |
| ita vero                                                                      |                                                                                 | |
| ite missa est                                                                 | »pojdite, odslovljeni ste«                                                      | |
| iter faciamus                                                                 |                                                                                 | |
| iura novit curia                                                              | »sodišče pozna pravo po uradni dolžnosti«                                       | |
| iurare in verba magistri                                                      | »prisegaj z besedami učitelja«                                                  | |
| justitia omnibus                                                              | »pravica za vse«                                                                | |

## J
| Latinsko                                       | Dobesedni prevod                                | Opombe |
| ---------------------------------------------- | ----------------------------------------------- | --- |
| juris ignorantia est cum jus nostrum ignoramus | »nepoznanje prava je ignoriranje svojih pravic« | |
| Johannes est nomen ejus                        | »Janez je njegovo ime«                          | Zaharijeve besede ob rojstvu Janeza Krstnika (Evangelij po Luku 1,63).                                                               |
| jus ad bellum                                  | »pravo proti vojni«                             | Določila, ki oredeljujejo razloge za začetek vojne (na primer v samoobrambi).                                                        |
| jus in bello                                   | »vojno pravo«                                   | Predpise glede ravnanja v času vojne (na primer kdo je živa tarča, kako ravnati z ujetniki, katere vrste orožja se lahko uporablja). |
| jus primae noctis                              | »pravica prve noči«                             | Domnevna pravica evropskih fevdalcev v srednjem veku, da po poroki svojih podložnikov preživijo prvo noč z nevesto.                  |
| justitia omnibus                               | »pravica za vse«                                | |

## L
| Latinsko                                               | Dobesedni prevod                                                  | Opombe |
| ------------------------------------------------------ | ----------------------------------------------------------------- | --- |
| labor omnia vincit                                     | »delo vse premaga«                                                | |
| laborare est orare                                     | »delati je moliti«                                                | |
| laesa pudicitia est nulla reparabilis arte             | »prizadeta čistost se ne more popraviti z nikakršno umetnostjo«   | |
| laesta atiam ovis repugnat                             | »tudi ovca se opira, ko je poškodovana«                           | |
| laetificat stultum, qui scit promittere multum         | »kdor zna veliko obljubljati, veseli norca«                       | |
| lapsus                                                 | »zdrs«                                                            | Spodrsljaj. Govorna ali pisna napaka, ki ne nastane zaradi neznanja, ampak na primer zaradi raztresenosti. |
| lapsus linguae                                         | »zdrs jezika«                                                     | Pogosto se uporablja v pomenu »lingvistična napaka« oz. »jezikovna napaka«. Različica za pisano besedo »lapsus calami«, se včasih uporablja tudi za označevanje tipografskih napak. Primer: »Žal mi je, ker sem napačno izgovoril vaše ime. Ni bilo namerno, temveč je šlo za lapsus linguae. |
| lapsus calami                                          | »pisni zdrs«                                                      | |
| lapsus memoriae                                        | »zdrs spomina«                                                    | |
| lasciate ogne speranza, voi ch'intrate                 | »opustite upanja tisti, ki vstopite tu«                           | Iz Dantejeve Božanske komedije. |
| laus Deo                                               |                                                                   | |
| legem terrae                                           | »zakon zemlje«                                                    | |
| leges humanae nascuntur, vivunt, et moriuntur          | »zakoni človeka se rodijo, živijo in umrejo«                      | |
| leges sine moribus vanae                               | »zakoni brez morale (si) jalovi«                                  | Iz Horacovih Od. |
| legitime                                               | »zakonit«                                                         | |
| levis dicere quam facere est                           | »lažje je reči kot narediti«                                      | |
| lex artis                                              | »zakon spretnosti«                                                | Pravila, ki uravnavajo poklicne obveznosti. |
| lex ferenda                                            | »zakon, ki bi se moral roditi«                                    | Zakon, kot bi moral biti. |
| lex lata                                               | »zakon, ki se je rodil«                                           | Zakon, kakršen je. |
| lex loci                                               | »zakon kraja«                                                     | |
| lex non scripta                                        | »zakon, ki ni bil napisan«                                        | Nepisani zakoni, splošni zakoni. |
| lex omnium est: potentori cede                         | »to je zakon za vse: močnejši popusti«                            | |
| lex parsimoniae                                        | »zakon jedrnatosti                                                | |
| lex rex                                                | »zakon (je) kralj«                                                | Načelo vlade, ki se zavzema za vladanje po zakonih namesto za vladavino ljudi. |
| lex scripta                                            | »pisan zakon«                                                     | Pisana zakonodaja, nasprotno od lex non scripta. |
| lex talionis                                           | »zakon povračila«                                                 | Odškodninska pravica. |
| liberate me ex infernis                                | »osvobodi me pekla«                                               | |
| libera te tutemet                                      | »ti, osvobodi se«                                                 | |
| libertas qu? sera tamen                                | »svoboda, četudi, pozna«                                          | Torej »svoboda, čeprav pride pozno« |
| libra (lb)                                             |                                                                   | Dobesedno »ravnovesje« |
| libri quosdam ad scientiam, alios ad insaniam deduxere | »knjige so neke naučile z učenim, druge pa pripeljale do norosti« | |
| lingua, magnus, gestus, pes signant ebrietatem         | »jezik, roka, drža, noga prikažejo pijanost«                      | |
| lingua mentum ne praecurrat                            | »naj jezik ne teče pred pametjo«                                  | |
| loco citato (lc)                                       |                                                                   | |
| locus classicus                                        | »klasično mesto«                                                  | Citat iz klasičnega teksta, ki se uporablja kot primer nečesa. |
| lorem ipsum                                            |                                                                   | |
| luctor et emergo                                       |                                                                   | |
| lucus a non lucendo                                    |                                                                   | |
| lupus in fabula                                        | »mi o volku, volk iz gozda«                                       | |
| lupus non mordet lupum                                 | »vok ne ugrizne volka«                                            | Vrana vrani ne izkljuje oči. |
| lupus pilum mutat, non mentem                          | »volk dlako menja, narave nikoli«                                 | |
| lux et lex                                             |                                                                   | |
| lux et veritas                                         |                                                                   | |
| lux hominum vita                                       |                                                                   | |
| lux libertas                                           |                                                                   | |
| lux mentis lux orbis                                   |                                                                   | |
| lux sit                                                |                                                                   | |

## M
| Latinsko                                                                 | Dobesedni prevod                                                                  | Opombe |
| ------------------------------------------------------------------------ | --------------------------------------------------------------------------------- | --- |
| magister dixit                                                           | »mojster je to izrekel«                                                           | Kanonska srednjeveška referenca na Aristotla, ki izključuje nadaljnjo diskusijo. |
| Magna Carta                                                              |                                                                                   | |
| magna cum laude                                                          | »z veliko pohvalo«                                                                | Stopnja akademske pohvale na univerzah. |
| Magna Europa est Patria Nostra                                           | »Velika Evropa je naša domovina«                                                  | |
| magna est vis consuetudinis                                              | »velika je moč navade«                                                            | Navada je železna srajca. |
| magna venit nulli sine magno fama labore                                 | »nihče ne pride do velike slave brez velikega truda«                              | |
| magno cum gaudio                                                         | »kakšno veliko veselje«                                                           | |
| magnum opus                                                              |                                                                                   | |
| maiora premunt                                                           |                                                                                   | |
| major e longinquo reverentia                                             | »od daleč je vse krasno«                                                          | Kornelij Tacit, Annali 1,47 |
| mala fide                                                                |                                                                                   | |
| mala herba non interit                                                   | »strela ne gre v koprive«                                                         | |
| mala tempora currunt                                                     |                                                                                   | |
| mala ultro adsunt                                                        | »nesreča pride sama od sebe«                                                      | |
| male captus bene detentus                                                |                                                                                   | |
| male facere qui vult, nonquam non casam invenit                          | »kdor želi delati zlo, vedno najde razlog za to«                                  | |
| malum discordiae                                                         |                                                                                   | |
| malum est mulier, sed necessarium malum                                  | »žena je zlo, vendar nujno zlo«                                                   | |
| malum quo communius eo peius                                             |                                                                                   | |
| malum in se                                                              |                                                                                   | |
| malum prohibitum                                                         |                                                                                   | |
| malus omnia in malum verit                                               | »zloben človek vse obrne na zlo«                                                  | |
| mane vide, quid sit faciendum, sero, quod actum                          | »zjutraj poglej, kaj je treba narediti, zvečer pa, kaj je narejeno«               | |
| manu militari (m.p.)                                                     | »z vojaško roko«                                                                  | Vojaško posredovanje za dosego cilja. |
| manu propria (m.p.)                                                      | »s svojo lastno roko«                                                             | »Lastnoročno« razumemo kot »podpisano od te in te osebe«. V okrajšani obliki se včasih uporablja na koncu tipkanih ali stiskanih dokumentov ali uradnih obvestil, kjer sledi imenu oseve, ki podpiše dokumet, ravno v primerih, ko na dokumenti ni dejanskega ročnega podpisa.                                          |
| manus celer Dei                                                          |                                                                                   | |
| manus manum lavat                                                        | »roka roko umije«                                                                 | |
| mare clausum                                                             |                                                                                   | |
| mare liberum                                                             |                                                                                   | |
| mare nostrum                                                             |                                                                                   | |
| Mater Facit                                                              |                                                                                   | |
| materfamilias                                                            |                                                                                   | |
| materia medica                                                           |                                                                                   | |
| maxima debetur puero reverentia                                          | »z otrokom je treba ravnati z največjo spoštljivostjo«                            | Juvenal, Satire |
| maxime quaerendum, quod semper erit retinendum                           | »najbolj je treba iskati to, kar je vredno vedno imeti«                           | |
| me mea delectant, te tua, quemeque sua                                   | »mene veseli moje, tebe tvoje, vsakega svoje«                                     | |
| me vexat pede                                                            |                                                                                   | |
| Mea Culpa                                                                | »moja krivda«                                                                     | Moja napaka. Uporablja se tudi v krščanskih molitvah in spovedi za označevanje pomanjkljivosti (nepopolnosti), ki je svojstvena lastnost človeške vrste. |
| Media vita in morte sumus                                                |                                                                                   | |
| medicus curat, natura sanat                                              | »zdravnik skrbi [za pacienta], narava [ga] pozdravi«                              | Človek obrača, bog obrne. Zdravnik zdravi, narava pozdravi. |
| mel in ore, fel in corde                                                 | »med v ustih, žolč v srcu«                                                        | |
| meliora                                                                  |                                                                                   | |
| melita, domi adsum                                                       |                                                                                   | |
| melius est nomen bonum, quam divitae multae                              | »boljše je dobro ime kot veliko bogastvo«                                         | |
| memento mori                                                             | »spomni se [svoje] smrti«                                                         | V pomenu: smrtnosti. Tudi, ironično, »spomni se umreti« je tudi geslo menihov Trapistov. |
| memento vivere                                                           | »spomni se živeti«                                                                | |
| memores acti prudentes futuri                                            |                                                                                   | |
| mendico ne parentes quidem amici                                         | »beraču niso niti sorodniki prijatelji«                                           | |
| mens agitat molem                                                        |                                                                                   | |
| mens cujusque is est quisque                                             | »razum je mož«                                                                    | |
| mens et manus                                                            |                                                                                   | |
| mens rea                                                                 |                                                                                   | |
| mens sana in corpore sano                                                | »zdrav duh v zdravem telesu«                                                      | Ta citat je izven konteksta: kot je citiran tu, je videti, kot da pravi, da je zdravo telo predpogoj za zdrav duh, vendar to ni tisto, kar je bilo prvotno mišljeno. Popolni citat je Orandum est ut sit mens sana in corpore sano, kar pomeni »upajmo, da je v zdravem telesu tudi zdrav duh«; Juvenal, Satire 10, 356 |
| mensuram serva, modus in re est optimus omni                             | »mere se drži, mera je najboljša v vsaki stvari«                                  | |
| meminerunt omnia amantes                                                 |                                                                                   | |
| Miles Gloriosus                                                          |                                                                                   | |
| minatur innocentibus qui parcit nocentibus                               |                                                                                   | |
| minime sibi quisque notus est                                            | »vsak najmanj pozna sebe«                                                         | |
| minimum est nihilo proximum                                              | »zelo malo je blizu nič«                                                          | |
| minimum decete libere, cui multum licet                                  | »komur je veliko dopuščeno, ta naj sebi najmanj dopušča«                          | |
| mirabile dictu                                                           |                                                                                   | |
| mirabile visu                                                            |                                                                                   | |
| miserabile visu                                                          |                                                                                   | |
| miserere nobis                                                           |                                                                                   | |
| missit me Dominus                                                        |                                                                                   | |
| mittimus                                                                 | »mi pošljemo«                                                                     | |
| mobilis in mobili                                                        |                                                                                   | |
| modicus cibi, medicus sibi                                               | »kdor je umirjen v jedi, je sebi zdravnik«                                        | |
| modus operandi (M.O.)                                                    |                                                                                   | |
| modus ponens                                                             |                                                                                   | |
| modus tollens                                                            |                                                                                   | |
| modus morons                                                             |                                                                                   | |
| modus vivendi                                                            |                                                                                   | |
| montani semper liberi                                                    |                                                                                   | |
| montis Insignia Calpe                                                    |                                                                                   | |
| morbus insanabilis senectus                                              | »starost je sama po sebi bolezen«                                                 | |
| more ferarum                                                             |                                                                                   | |
| mores secundum tempus                                                    | »drugo obdobje, druge navade«                                                     | |
| morituri te salutant                                                     | »mrtvi te pozdravljajo«                                                           | Tisti, ki jim je usojeno umreti, te pozdravljajo (tradicionalni pozdrav gladiatorjev pred bojem; prenesel ga je Suetonij, Klavdij 21) |
| mors et fugacem persquitur virum                                         | »smrti dohiti tudi človeka, ki beži«                                              | |
| mors non curat munera                                                    | »bogastvo ne odžene smrti«                                                        | |
| mors vincit omnia                                                        | »smrt premaga vse«                                                                | |
| mortales laetos vinum facit atque facetos                                | »vino napravi ljudi vesele in iznajdljive«                                        | |
| mortem timere crudelius, est quam mori                                   | »težje je živeti v strahu pred smrtjo kot umreti«                                 | |
| motu proprio                                                             |                                                                                   | |
| mulier cum sola cogitat, male cogitat                                    | »kadar žena sama misli, zlobno misli«                                             | |
| mulier cupido quod dicit amanti in vento et rapida scribere oportet aqua | »kar ženska pove strastnem ljubimcu, to je treba zapisati v veter in brzico vode« | |
| mulotorum opera res turbantur                                            | »če se jih veliko vpleta, se posel zaplete«                                       | |
| multa familiae suae et caput et finis est                                | »ženska je začetek in konec svoje družine«                                        | |
| multa vetutas lenit                                                      | »veliko tega ublaži starost«                                                      | |
| multi mentiuntur, ut decipiant, multi quia decepti sunt                  | »veliko se jih laže, da prevarajo, veliko, ker so bili prevarani«                 | |
| multi multa sciunt, nemo omnia                                           | »veliko jih veliko ve, nihče vse«                                                 | |
| multi sunt vocati, pauli vero electi                                     | »veliko je poklicanih, malo izbranih«                                             | |
| multis e gentibus vires                                                  |                                                                                   | |
| multitudo non est sequenda                                               | »ni treba slediti množici«                                                        | |
| multosque lopus sub pelle videbis agnorum                                | »videl boš veliko volkov v ovčjem krznu«                                          | |
| multum egerunt, qui ante nos fuerunt, sed non peregerunt                 | »tisti, ki so živeli pred nami, so veliko naredili, vendar ne vsega«              | |
| multum in parvo                                                          |                                                                                   | |
| mundus vult decipi                                                       |                                                                                   | |
| munit haec et altera vincit                                              |                                                                                   | |
| mutatis mutandis                                                         |                                                                                   | |

## N
| Latinsko                                                                                      | Dobesedni prevod | Opombe |
| --------------------------------------------------------------------------------------------- | --- | --- |
| nam cito seape ruit, qui supear astra volat                                                   | »hitro pada, kdor leti nad zvezdami«                                                                                             | |
| nam et ipsa scientia potestas est                                                             | »tudi samo znanje je moč« | |
| natura non contristatur                                                                       | »narava ni užaloščena« | Torej, naravni svet ni sentimentalen ali sočuten. |
| natura non facit saltum ita nec lex                                                           | »narava ne naredi preskoka, zato tudi zakon ne«                                                                                  | Skrajšano iz »sicut natura nil facit per saltum ita nec lex« (»tako kot narava ničesar ne naredi s preskokom, tako tudi zakon ne«), kar se nanaša na to, da se tako narava kot pravni sistem razvijata postopno. |
| naturae sequitur semina quisque suae                                                          | »vsakdo uboga seme svoje narave«                                                                                                 | |
| naturam frenarepotes, sed vincere numquam                                                     | »svojo naravo lahko obvladaš, premagaš nikoli«                                                                                   | |
| naturo abhorret a vacuo                                                                       | | |
| naufragium rerum est mulier male fida marito                                                  | »žena, ki je nezvesta možu, je brodolom vsega«                                                                                   | |
| navigare necesse est vivere non est necesse                                                   | "pluti je treba, živeti ne" | |
| navis quae in flumine magna est, in mari parvula est                                          | »ladja, ki je velika na reki, je majcena na morju«                                                                               | |
| navita de ventis, de taurus narrat arator, enumerat miles vulnera, pastor oves                | »mornar govori o vetrovih, orač o bikih, vojak šteje rane, pastir ovce«                                                          | |
| ne cede malis                                                                                 | | |
| ne facias alteri, tibi quod minime fierei vis                                                 | »ne stori drugemu to, kar ne želiš, da drugi storijo tebi«                                                                       | |
| ne maior poena quam culpa sit                                                                 | »naj kazen ne bo večja od krivde«                                                                                                | |
| ne melioris condicionis sint stulti quam perit                                                | »naj neumni ne bodo v boljšem položaju od pametnih«                                                                              | |
| ne pudeat quae nescieris te velle doceri; scire aliquid laus est, pudor est nil discere velle | »naj te ne bo sram, ker želiš biti poučen o tem, kar nisi vedel; nekaj vedeti je ponos, sramota je, če se nočeš ničesar naučiti« | |
| ne sutor ultra crepidam                                                                       | | |
| nec aliud sentire nec aliud loqui                                                             | »ni prav govoriti eno, delati pa drugo«                                                                                          | |
| nec aspera terrent                                                                            | »niti neugodnosti nas ne zastrašijo«                                                                                             | |
| nec dextrorsum, nec sinistrorsum                                                              | | |
| nec Hercules contra plures                                                                    | | |
| nec plus ultra                                                                                | | |
| nec temere nec timide                                                                         | | |
| nec sine te nec tecum vivere possum                                                           | »ne morem živeti s tabo niti brez tebe«                                                                                          | |
| necesse est, ut non modo casus eventusque rerum, sed ratio etiam causaeque noscantur          | »potrebno je poznati ne samo povode in izhode dogajanj, ampak tudi njihov smisel in vzroke«                                      | |
| necessitas caret lege                                                                         | »nuja zakone spreminja« | |
| nemine contradicente (nem. con.)                                                              | | |
| nemo alteri concedit imperium volnes                                                          | »nihče prostovoljno ne prepušča oblast drugemu«                                                                                  | |
| nemo cum diabolo iocatur impune                                                               | »nihče se s hudičem ne igra nekaznovano«                                                                                         | |
| nemo dat quod non habet                                                                       | | |
| nemo est, qui non legitimo quandoque a callerecedat                                           | »nikogar ni, ki ne bi enkrat zapustil zakonito pot«                                                                              | |
| nemo iudex in sua causa                                                                       | | |
| nemo me impune lacessit                                                                       | | škotski nacionalni moto |
| nemo nisi per amicitiam cognoscitur                                                           | | |
| nemo propheta in patria                                                                       | >>nihče ni prerok v domovini/doma<<                                                                                              | |
| nemo tenetur seipsum accusare                                                                 | | |
| neno sine vitio est                                                                           | »nihče ni brez pomanjkljivosti«                                                                                                  | |
| neque ignorare medicum oportet quae sit aegri natura                                          | | |
| neque mittatis margaritas ante porcus                                                         | »ne mečite biserov pred svinje«                                                                                                  | |
| ni leges sequeris ludi, quid ludere quares?                                                   | »če se ne držiš pravil igre, zakaj želiš sodelovati v njej?«                                                                     | |
| nihil contemint esuriens                                                                      | »lačni nič ne prezira« | |
| nihil dicit                                                                                   | »ne reče ničesar« | V pravu, odklanjanje obtoženca, da bi odgovarjal na obtožbe. |
| nihil est potentius auro                                                                      | »nič ni močnejše od zlata« | |
| nihil habenti nihil deest                                                                     | »kdor nič nima, nič ne prezira«                                                                                                  | |
| nihil lacrima citius arescit                                                                  | »nič se ne suši tako hitro kot solza«                                                                                            | |
| nihil novi                                                                                    | | |
| nihil obstat                                                                                  | | |
| nil admirari                                                                                  | | |
| nil desperandum                                                                               | | |
| nil nisi bonum                                                                                | | |
| nil nisi malis terrori                                                                        | | |
| nil non permittit mulier sibi, turpe putat nil                                                | »ničesar ni, kar ženska ne bi dopustila sebi, ničesar, kar bi imela za sramotno«                                                 | |
| nil per os (n.p.o.)                                                                           | | |
| nil satis nisi optimum                                                                        | | |
| nil sine numini                                                                               | »nič brez previdnosti« | |
| nil volentibus arduum                                                                         | | |
| nimquam credatur homini, qui multa loquitur                                                   | »nikoli ne verjemi človeku, ki veliko govori«                                                                                    | |
| nisi Dominus frustra                                                                          | | |
| nisi prius                                                                                    | | |
| nobilitas morum magis ornat quam genitorum                                                    | »večji okras je plemeniti vedenje kot plemeniti sorodniki«                                                                       | |
| nolens volens                                                                                 | | |
| noli me tangere                                                                               | | |
| noli turbare circulos meos                                                                    | | |
| nolite iudicare, ut non iudicementi                                                           | »ne sodite, da ne boste sojeni«                                                                                                  | |
| nolle prosequi                                                                                | | |
| nolo contendere                                                                               | | |
| nomen dubium                                                                                  | | |
| nomen est omen                                                                                | »ime je znamenje« | Ime ima pomen. |
| nomen nescio (N.N.)                                                                           | | |
| nomen nudum                                                                                   | golo ime« | Pomensko znanstveno ime, ki ne izpolnjuje primernih formalnih kriterijev in se zato ne more uporabljati, ne da bi bilo naknadno pravilno predlagano.                                                             |
| nomina stultorum ubique locorum                                                               | »nora imena so povsod« | |
| non bene, si tollas proelita, durat amor                                                      | »ljubezen ne traja dolgo, če odstraniš prerekanja«                                                                               | |
| non bis in idem                                                                               | | |
| non causa pro causa                                                                           | | |
| non compos mentis                                                                             | | |
| non ducor duco                                                                                | | |
| non enim ipsa Fortuna caeca est, sed eos etiam plerumque efficit caecos, quos complexa est    | »ni sama sreča slepa, ampak zaslepi tudi tiste, ki jih objame«                                                                   | |
| non est bonum esse hominem solum                                                              | »ni dobro človeku samemu biti«                                                                                                   | |
| non est in medico semper, relevetur ut aeger                                                  | »ni vedno od zdravnika odvisno, če se bolnik opomore«                                                                            | |
| non est vivere, sed valere vita                                                               | »ne živi tisti, ki živi, ampak tisti, ki je zdrav in močan«                                                                      | |
| non facias malum ut inde fiat bonum                                                           | | |
| non fui, fui, non sum, non curo                                                               | »nisem bil, bil sem, nisem, ni mi mar«                                                                                           | Najdeno na nagrobnih kamnih, okrajšano kot NFFNSNC. |
| non hodie, nec heri, nec eras crede mulieri                                                   | »niti danes, niti včeraj, niti jutri ne verjemi ženski«                                                                          | |
| non impediti ratione congitatonis                                                             | | |
| non in legendo sed in intelligendo legis consistunt                                           | | |
| non licet omnibus adire Corinthum                                                             | »vsakomur ni dano, da bi šel v Korint«                                                                                           | Horacij, Epistli I, 17, 36 |
| non liquet                                                                                    | »it is not proven« | |
| non luctu, sed remedio opus est in malis                                                      | »v nesreči ne smeš jokati, ampak iskati zdravila«                                                                                | |
| non mihi solum                                                                                | | |
| non nobis solum nati sumus                                                                    | »nismo rojeni le sami zase« | |
| non obstante veredicto                                                                        | | |
| non olet                                                                                      | | |
| non omnia possumus omnes                                                                      | »vsak ne more narediti vsega« | Vergil |
| non omnibus annis omnia curveniunt                                                            | »ne spodobi se vse vsem letom«                                                                                                   | |
| non omnis moriar                                                                              | | |
| non plus ultra                                                                                | | |
| non possumus                                                                                  | | |
| non procula proprio stipite poma cadunt                                                       | »jabolko ne pade daleč od drevesa«                                                                                               | |
| non progredi est regredi                                                                      | | |
| non prosequitur                                                                               | | |
| non scholae, sed vitae discimus                                                               | »ne učimo se iz šole, pač pa iz življenja«                                                                                       | Izvirni Senekin cirat je »non vitae, sed scholae discimus«. |
| non sequitur                                                                                  | | |
| non serviam                                                                                   | | |
| non silba, sed anthar; Deo vindice                                                            | | |
| non sum qualis eram                                                                           | | |
| non ut edam vivo, sed ut vivam edo                                                            | »ne živim da jem, pač pa jem, da živim«                                                                                          | |
| non venti ante suos prudentia nobilis annos                                                   | »plemenita modrost ne pride pred svojimi leti«                                                                                   | |
| non vestimentum virum ornat, sed vir vestimentum                                              | »obleka ne povzdigne človeka, pač pa človek obleko«                                                                              | |
| non vi, sed verbo                                                                             | | |
| non vini vi no, sed vi no aquae                                                               | | |
| nondum amabam, et amare amabam                                                                | »nisem ljubil, tudi če sem hrepenel po tem, da bi ljubil«                                                                        | |
| Nosce te ipsum!                                                                               | »poznaj se!« | |
| nota bene (n.b.)                                                                              | | |
| Novus Ordo Seclorum                                                                           | | |
| nulla dies sine linea                                                                         | »nobenega dneva brez črte« | |
| nulla est gloria praetarire asellos                                                           | »nikakršna slava ni prehiteti osla«                                                                                              | |
| nulla est medicina sine lingua Latina                                                         | »ni zdravila brez latinščine« | |
| nulla regula sine exceptione                                                                  | »ni pravila brez izjeme« | |
| nulla res tam necessaria est quam medicina                                                    | »nič ni tako nujno kot zdravilo«                                                                                                 | |
| nulla salus-sine virtute, nulla virtus sine labore                                            | »ni rešitve brez vrline, ni vrline brez dela«                                                                                    | |
| nullam rem natam                                                                              | | |
| nulli secundus                                                                                | | |
| nullius in verba                                                                              | | |
| nullum crimen, nulla poena sine lege                                                          | | |
| nullum secretum est ubi regnat ebrietas                                                       | »ni skrivnosti tam, kjer vlada pijanstvo«                                                                                        | |
| numerus clausus                                                                               | | |
| numquam malum malo curatur                                                                    | »nikoli se zlo ne zdravi z zlom«                                                                                                 | |
| nunc dimittis                                                                                 | | |
| nunc est bibendum                                                                             | »zdaj je čas pitja« | Horacij, Ode I, 37, 1 |
| nunc pro tunc                                                                                 | "zdaj za takrat" | |
| nunc scio quid sit amor                                                                       | | |
| nunc vino pellite curas                                                                       | »zdaj odženite skrbi z vinom« | |
| nunquam non paratus                                                                           | | |

## O
| Latinsko                                                                                         | Dobesedni prevod                                                                       | Opombe                     |
| ------------------------------------------------------------------------------------------------ | -------------------------------------------------------------------------------------- | -------------------------- |
| o fallacem hominum spem                                                                          | »kako varljivo je človeško upanje«                                                     |                            |
| o fortunatos nimium sua si bona norint, agricolas                                                | »o, srečni kmetje [tj., ne-pomorci], če bi se le zavedali svoje sreče«                 | Vergil, Georgica 2, 458ff. |
| o homines ad servitutem paratos                                                                  |                                                                                        |                            |
| O tempora! O mores!                                                                              | »O, časi! O, morale!«                                                                  | Cicero, Catilina I, 1, 2   |
| obiit (ob.)                                                                                      |                                                                                        |                            |
| obit anus, abit onus                                                                             |                                                                                        |                            |
| obiter dictum                                                                                    |                                                                                        |                            |
| obrepit non intellecta senectum                                                                  | »starost se pritihotapi neopazno«                                                      |                            |
| obscuris vera involvens                                                                          |                                                                                        |                            |
| obscurum per obscurius                                                                           |                                                                                        |                            |
| oculi plus vident quam oculus                                                                    | »več oči vidi več kot eno oko«                                                         | Več glav več ve.           |
| oculis magishabenda fides quam auribus                                                           | »očem je potrebno bolj verjeti kot ušesom«                                             |                            |
| oculus dexter (O.D.)                                                                             |                                                                                        |                            |
| oculus sinister (O.S.)                                                                           |                                                                                        |                            |
| oderint dum metuant                                                                              | naj me soražijo, samo da se me boje                                                    |                            |
| odi et amo                                                                                       |                                                                                        |                            |
| odi profanum vulgus et arceo                                                                     |                                                                                        |                            |
| odium theologicum                                                                                |                                                                                        |                            |
| omne bonis aperitur iter; via nulla negatur virtuti                                              | »pravičnim se odpira vsaka pot; nobena steza ni prepovedana vrlini«                    |                            |
| omne ignotum pro magnifico                                                                       |                                                                                        |                            |
| omne initium difficile                                                                           | »vsak začetek je težak«                                                                |                            |
| omne malum nascens facile opprimitur                                                             | »vsako zlo se na začetku z lahkoto ustavi«                                             |                            |
| omnes homines sibi sanitatem cupiunt, saepe autem omnia, quae valetudini contraria sunt, faciunt | »vsi ljudje si želijo zdravja, vendar pogosto delajo vse, kar škodi njihovemu zdravju« |                            |
| omnes mortales sese laudarier optanat                                                            | »vsi si želijo biti hvaljeni«                                                          |                            |
| omnes sibi melius esse malunt quam alteri                                                        | »vsi bi radi, da je njim bolje kot drugim«                                             |                            |
| omnia dicta fortiora si dicta Latinskoa                                                          |                                                                                        |                            |
| omnia mala exempla ex rebus bonis orta sunt                                                      | »vsi zli primeri so nastali iz dobrih stvari«                                          |                            |
| omnia mea mecum porto                                                                            | »vse, kar je moje, nosim s seboj«                                                      |                            |
| omnia mors aequat                                                                                | »smrt vse izenači«                                                                     |                            |
| omnia munda mundis                                                                               |                                                                                        |                            |
| omnia nummus emit venditque, dat et dana demit                                                   | »denar vse kupuje in prodaja, daje in dano vzame«                                      |                            |
| omnia praesumuntur legitime facta donec probetur in contrarium                                   |                                                                                        |                            |
| omnia vincit amor                                                                                | »ljubezen vse premaga«                                                                 |                            |
| omnia vincit amor, sed nummus vincit amorem                                                      | »ljubezen vse premaga, toda denar premaga ljubezen«                                    |                            |
| omnis autem et animadversio et castigatio contumelia vacare debet                                | »vsako opozorilo in kazen mora biti brez žalitev«                                      |                            |
| omnium artium medicina nobilissima est                                                           | »medicina je najbolj plemenita med umetnostmi«                                         |                            |
| omnium gatherum                                                                                  |                                                                                        |                            |
| omnium vitiorum fundamentum avaritia est                                                         | »lakomnost je temelj vsega zla«                                                        |                            |
| onus probandi                                                                                    |                                                                                        |                            |
| onus procedendi                                                                                  |                                                                                        |                            |
| opera omnia                                                                                      |                                                                                        |                            |
| opera posthuma                                                                                   |                                                                                        |                            |
| opere citato (op. cit.)                                                                          |                                                                                        |                            |
| ophidia in herba                                                                                 |                                                                                        |                            |
| optimum medicamentum quies est                                                                   | »mir je najboljše zdravilo«                                                            |                            |
| opus anglicanum                                                                                  |                                                                                        |                            |
| Opus Dei                                                                                         |                                                                                        |                            |
| ora et labora                                                                                    | »moli in delaj«                                                                        | Moto benediktincev.        |
| ora pro nobis                                                                                    | »molitev nas«                                                                          |                            |
| oratio directa                                                                                   | »neposredni govor«                                                                     | Dobesedni navedek.         |
| oratio obliqua                                                                                   | »posredni govor«                                                                       |                            |
| orbis non sufficit                                                                               |                                                                                        |                            |
| orbis unum                                                                                       |                                                                                        |                            |
| ordo ab chao                                                                                     |                                                                                        |                            |
| orta recens quam pura nites                                                                      |                                                                                        |                            |

## P
| Latinsko                                                                           | Dobesedni prevod                                                                            | Opombe |
| ---------------------------------------------------------------------------------- | ------------------------------------------------------------------------------------------- | --- |
| pace                                                                               |                                                                                             | |
| pace tua                                                                           | »s tvojim mirom«                                                                            | S tvojim dovoljenjem. |
| pacta sunt servanda                                                                | »dogovorov se mora držati«                                                                  | Tudi »pogodbe moramo spoštovati«, označuje obvezujočo moč pogodb. |
| panem et circenses                                                                 | »kruha in iger«                                                                             | Decimus Junius Juvenal, Satires 10, 81 |
| para bellum                                                                        | »za vojno«                                                                                  | Tipično označuje, da je bilo nekaj izdelano za namene vojne, tako kot na primer municija ali oborožitvena oprema. Lahko se uporablja za označevanje podpore vojni ali odobritve vojne ali konflikta. |
| para bellum                                                                        | »pripravi vojno«                                                                            | Iz »si vis pacem para bellum«, če hočeš mir, se pripravi na vojno; namreč, če si pripravljen na vojno, te sovražnik ne bo napadel. Lahko se uporablja za označevanje podpore vojni ali odobritve vojne ali konflikta.                                                                                              |
| parens patriae                                                                     |                                                                                             | |
| pari passu                                                                         |                                                                                             | |
| parva sub ingenti                                                                  |                                                                                             | |
| parvis imbutus tentabis grandia tutus                                              |                                                                                             | |
| passim                                                                             |                                                                                             | |
| pater familias                                                                     |                                                                                             | |
| Pater Patriae                                                                      |                                                                                             | |
| pater peccavi                                                                      |                                                                                             | |
| pauca sed matura                                                                   |                                                                                             | |
| pauca sed bona                                                                     |                                                                                             | |
| pauper mutator, si dives efficatur                                                 | »siromak se spremeni, če postane bogat«                                                     | |
| pauper nocte atque die securus ubique                                              | »siromak je ponoči in podnevi vedno varen«                                                  | |
| paupertas nulli malum est nisi repugnanti                                          | »siromaštvo je nesreča samo za tistega, ki se mu upira«                                     | |
| pax Americana                                                                      |                                                                                             | |
| pax Aut Bellum                                                                     |                                                                                             | |
| Pax Britannica                                                                     |                                                                                             | |
| pax Dei                                                                            |                                                                                             | |
| pax Deorum                                                                         |                                                                                             | |
| pax Domine                                                                         |                                                                                             | |
| pax et bonum                                                                       |                                                                                             | |
| pax et lux                                                                         |                                                                                             | |
| pax maternum, ergo pax familiarum                                                  |                                                                                             | |
| pax melior est quam iustissimum bellum                                             | »mir je boljši od najbolj pravične vojne«                                                   | |
| Pax Romana                                                                         |                                                                                             | |
| Pax Sinica                                                                         |                                                                                             | |
| pax vobiscum                                                                       | »mir (naj bo) z vami«                                                                       | Pogosto uporabljeno za slovo. »Ti« je v množini (»vi vsi«), zato se fraza uporablja, ko se govori več kot eni osebi; pax tecum se uporablja, ko se govori eni osebi. |
| pecunia non olet                                                                   | »denar ne smrdi«                                                                            | Po Suetonius je, ko je bil rimljanski cesar Vespasian izzvan s strani sina Tita glede obdavčitve javnih stranišč, je ta podržal pred njim kovanec in ga vprašal, če smrdi oz. je izrekel non olet (»ne smrdi«). Iz tega je bila fraza razširjena na pecunia non olet, ali redkeje aes non olet (»baker ne smrdi«). |
| pecunia, si uti scis, ancilla est; si nescis, domina                               |                                                                                             | |
| pecuniae oboediunt omnia                                                           | »denarju se vse podreja«                                                                    | |
| pecuniam amico credens fert damnum duplex; argentum enim et sodalem perdidit simul | »kdor posodi denar prijatelju, ima dvojno škodo; ker je izgubil denar in hkrati prijatelja« | |
| pendent opera interrupta                                                           | »delo visi prekinjeno«                                                                      | |
| per                                                                                | »z«                                                                                         | Glej specifične fraze spodaj. |
| per annum (p.a.)                                                                   | »skozi leto«                                                                                | »letno«, pojavljajoč vsako leto |
| per ardua                                                                          | »skozi nesrečo«                                                                             | Moto britanskih zračnih sil RAF. |
| per ardua ad astra                                                                 |                                                                                             | |
| per aspera ad astra                                                                | »prek trnja do zvezd«                                                                       | Moto agencije NASA. |
| per capsulam                                                                       |                                                                                             | |
| per capita                                                                         | »po glavi«                                                                                  | |
| per contra                                                                         |                                                                                             | |
| per curiam                                                                         |                                                                                             | |
| per definitionem                                                                   |                                                                                             | |
| per diem                                                                           |                                                                                             | |
| per Ivoem                                                                          | »na Jupiter«                                                                                | |
| per Mare per Terram                                                                |                                                                                             | |
| per mensem                                                                         |                                                                                             | |
| per os (p.o.)                                                                      |                                                                                             | |
| per procura (p.p.) or (per pro)                                                    |                                                                                             | |
| per quod                                                                           |                                                                                             | |
| per rectum (pr)                                                                    |                                                                                             | |
| per scientiam ad salutem aegroti                                                   | »zdraviti bolne z znanjem«                                                                  | |
| per se                                                                             | »samo od sebe«, »samo po sebi«                                                              | |
| per stirpes                                                                        |                                                                                             | |
| per veritatem vis                                                                  |                                                                                             | |
| perpetuum mobile                                                                   |                                                                                             | |
| persona non grata                                                                  |                                                                                             | |
| pessima sit, nulli non sua forma placet                                            | »četudi je najgrša, je vsaki ženski všeč njena zunanjost«                                   | |
| pestis in amicitia pecuniae cupiditas                                              | »pohlep po denarju je poguba prijateljev«                                                   | |
| petitio principii                                                                  |                                                                                             | |
| pia desideria                                                                      |                                                                                             | |
| pia fraus                                                                          |                                                                                             | |
| pia mater                                                                          |                                                                                             | |
| pinxit                                                                             |                                                                                             | |
| plenus venter non studet libenter                                                  | »poln trebuh noče študirati«                                                                | |
| pluralis majestatis                                                                |                                                                                             | |
| plures crapula quam gladius perdidit                                               | »pijanost vzame več življenj kot meč«                                                       | |
| plus actum quam scriptum valet                                                     | »več je vredno to, kar je narejeno, kot to, kar je napisano«                                | |
| plus amicos mensa quam mens concipit bona                                          | »več prijateljev pridobi miza kot poštenost«                                                | |
| plus est in uno quam in truba boni                                                 | »več dobrega je v enem kot v množici«                                                       | |
| pollice verso                                                                      |                                                                                             | |
| pons asinorum                                                                      |                                                                                             | |
| Pontifex Maximus                                                                   |                                                                                             | |
| posse comitatus                                                                    |                                                                                             | |
| post aut propter                                                                   |                                                                                             | |
| post cenam non stare sed mille passus meare                                        | »po večerji ne počivaj, pač pa miljo daleč hodi«                                            | |
| post cibum (p.c.)                                                                  | »po hrani«                                                                                  | Uporabljano na zdravniških receptih. |
| post hoc ergo propter hoc                                                          |                                                                                             | |
| post hoc non est propter hoc                                                       | »po tem ni zaradi tega«                                                                     | |
| post meridiem (p.m.)                                                               |                                                                                             | |
| post mortem (pm)                                                                   | »po smrti«                                                                                  | |
| post mortem auctoris (p.m.a.)                                                      |                                                                                             | |
| post prandial                                                                      |                                                                                             | |
| post scriptum (p.s.)                                                               |                                                                                             | |
| post tenebras lux                                                                  |                                                                                             | |
| potentia est in iunioribus, prudentia autem in senioribus                          | »moč je v mladih, razum v starih«                                                           | |
| potentium amicitiae sunt pericolosae                                               | »nevarna so prijateljstva močnih«                                                           | |
| praecogitati mali mollis ictus venit                                               | »blažji je udarec zla, na katerega se je vnaprej mislilo«                                   | |
| Praemonitus praemunitus                                                            |                                                                                             | |
| praesente medico nihil nocet                                                       | »v prisotnosti zdravnika ne škodi nič«                                                      | |
| praevenire melius est quam praeveniri                                              | »bolje je prehiteti kot biti prehiten«                                                      | |
| prima facie                                                                        |                                                                                             | |
| prima luce                                                                         | »ob zori«                                                                                   | Dobesedno »ob prvi svetlobi«. |
| prima virtus est vitio carere                                                      | »prava vrlina je biti brez man«                                                             | |
| primum mobile                                                                      |                                                                                             | |
| primum movens                                                                      |                                                                                             | |
| primum non nocere                                                                  | »najprej, ne škodi«                                                                         | Zdravnikov princip. |
| primus inter pares                                                                 |                                                                                             | |
| principia probant non probantur                                                    |                                                                                             | |
| principium dulce est, sed finis amoris amarus                                      | »začetek ljubezni je sladek, toda konec je grenak«                                          | |
| prior tempore potior iure                                                          | »prejšnji po času, močnejši po pravici«                                                     | Npr. med imetniki istovrstne pravice (npr. zastavne pravice na tuji stvari) velja, da ima prej pridobljena pravica iste vrste prednost pred tisto, ki je bila pridobljena pozneje |
| pro bono                                                                           | »za dobro«                                                                                  | Polna fraza je pro bono publico (»za dobro publike«); za splošno dobro. Pogosto se uporablja za delo odvetnika, za katero se ne zaračuna. |
| pro Brasilia fiant eximia                                                          |                                                                                             | |
| Pro deo et patria                                                                  |                                                                                             | |
| pro forma                                                                          |                                                                                             | |
| pro hac vice                                                                       |                                                                                             | |
| Pro multis                                                                         |                                                                                             | |
| pro optimo est minimale malus                                                      | »najboljši je tisti, ki je najmanj zloben«                                                  | |
| pro patria                                                                         |                                                                                             | |
| pro rata                                                                           |                                                                                             | |
| pro re nata (prn)                                                                  |                                                                                             | |
| pro studio et labore                                                               |                                                                                             | |
| pro se                                                                             |                                                                                             | |
| pro tanto                                                                          |                                                                                             | |
| pro tempore                                                                        |                                                                                             | |
| probatio pennae                                                                    |                                                                                             | |
| proficies in nihilo, dum veneris absque dativo                                     | »v ničemer ne boš uspel, če prideš brez darila«                                             | |
| promissis dives quilibet esse potest                                               | »vsak je lahko bogat z obljubami«                                                           | |
| proparia laus sordet                                                               | »samohvala smrdi«                                                                           | |
| propria manu (p.m.)                                                                | »z lastno roko«                                                                             | |
| propter vitam vivendi perdere causas                                               |                                                                                             | |
| provehito in altum                                                                 |                                                                                             | |
| proxime accessit                                                                   |                                                                                             | |
| proximo mense (prox.)                                                              |                                                                                             | |
| proximus esto bonis, si non potes optimum esse                                     | »bodi najbližji dobrim, če ne moreš biti najboljši«                                         | |
| prudens futuri temporis exitum caliginosa nocte premit deus                        | »bog modro skriva prihodnost v temni noči«                                                  | |
| pulsate et aperietur vobis                                                         | »trkajte in odprlo se vam bo«                                                               | |
| pulvis et umbra sumus                                                              |                                                                                             | |
| punctum saliens                                                                    |                                                                                             | |

## Q
| Latinsko                                                              | Dobesedni prevod                                                         | Opombe                                                              |
| --------------------------------------------------------------------- | ------------------------------------------------------------------------ | ------------------------------------------------------------------- |
| qua patet orbis                                                       |                                                                          |                                                                     |
| quae memorata placenta prisca, futura docent                          | »kar se iz preteklosti z ugodjem spominjaš, to poučuje v prihodnosti«    |                                                                     |
| quaecumque vera                                                       |                                                                          |                                                                     |
| quaere                                                                |                                                                          |                                                                     |
| quaerite primum regnum Dei                                            |                                                                          |                                                                     |
| qualis artifex pereo                                                  | »kako velik umetnik umre z menoj«                                        | Suetonij pripisal Neru.                                             |
| qualis vir, talis oratio                                              | »kakšen mož, tak način govorjenja«                                       |                                                                     |
| quamdiu bene gesserit                                                 |                                                                          |                                                                     |
| quando omni flunkus, mortati                                          |                                                                          |                                                                     |
| quantum libet (q.l.)                                                  |                                                                          |                                                                     |
| quantum sufficit (qs)                                                 |                                                                          |                                                                     |
| quaque hora (qh)                                                      |                                                                          |                                                                     |
| quare clausum fregit                                                  |                                                                          |                                                                     |
| quater in die (qid)                                                   |                                                                          |                                                                     |
| quem deus perdere vult dementat                                       | »kogar bog hoče uničiti, mu vzame pamet«                                 |                                                                     |
| quem deus vult perdere, dementat prius                                |                                                                          |                                                                     |
| quem di diligunt adulescens moritur                                   |                                                                          |                                                                     |
| questio quid iuris                                                    |                                                                          |                                                                     |
| qui bene distingvit, qui bene docet                                   | »kdor dobro opazuje, dobro uči«                                          |                                                                     |
| qui bono                                                              |                                                                          |                                                                     |
| qui caret uxore, lite caret atque dolore                              | »kdor nima žene, nima prepira in bolečine«                               |                                                                     |
| qui fugiebat, rursus proeliabatur                                     | »kdor se loti meča, ga meč tudi pogubi«                                  |                                                                     |
| qui habet aures audiendi audiat                                       | »tisti, ki imajo ušesa za poslušanje, slišijo!«                          | Biblija                                                             |
| qui iuvare non potest, non noceat                                     | »kdor ne more koristiti, naj ne škoduje«                                 |                                                                     |
| qui me corrodit, hic me finaliter odit                                | »kdor me ogovarja, ta me na koncu tudi sovraži«                          |                                                                     |
| qui nemium probat, nihil probat                                       | »kdor preveč dokazuje, nič ne dokaže«                                    |                                                                     |
| qui nescit tacere, nescit et loqui                                    | »kdor ne zna molčati, ne zna niti govoriti«                              |                                                                     |
| qui non est mecum, contra me est                                      | »kdor ni z mano, je proti meni«                                          |                                                                     |
| qui non laborat, non manducet                                         | »kdor ne dela, naj tudi ne je«                                           |                                                                     |
| qui non zelat, non amat                                               | »kdor ne ljubi ljubosumno, ta ne ljubi«                                  |                                                                     |
| qui omnes metuunt, ille omnes metuit                                  | »tisti, ki se ga vsi bojijo, se sam boji vseh njih«                      |                                                                     |
| qui peccat ebrius, laut sobrius                                       | »kdor greši pijan, se kesa trezen«                                       |                                                                     |
| qui pro quo                                                           | »Nekaj za nekaj«                                                         |                                                                     |
| qui rogat, non errat                                                  | »kdor vpraša, ne pogreši«                                                |                                                                     |
| qui scribit, bis legit                                                | »kdor piše, dvakrat bere«                                                |                                                                     |
| qui tacet consentire videtur                                          | »kdor molči, je videti, da se strinja«                                   |                                                                     |
| qui totum dicit, nihil excipit                                        | »kdor vse trdi, nič ne izključuje«                                       |                                                                     |
| qui transtulit sustinet                                               |                                                                          |                                                                     |
| qui vult dare parva non debet magna rogare                            | »tisti, ki želi dati malo, ne sme zahtevati veliko«                      |                                                                     |
| quia suam uxorem etiam suspiciore vacare vellet                       |                                                                          |                                                                     |
| quid est veritas                                                      |                                                                          |                                                                     |
| quid novi ex Africa?                                                  | »Kaj je novega iz Afrike?«                                               | Izpeljano iz Aristotelovega citata.                                 |
| quid pro quo                                                          | »nekaj za nekaj«                                                         |                                                                     |
| quid nunc                                                             | »kaj zdaj?«                                                              | Pogosto okrajšano quidnunc. Kot samostalnik je quidnunc klepetulja. |
| quidquid agis, prudenter agas, et respice finem!                      | »karkoli počneš, počni premišljeno in misli na konec«                    |                                                                     |
| quidquid discis, tibi discis                                          | »karkoli se učiš, se učiš zase«                                          |                                                                     |
| quidquid faturum est summum, ab imo nascitur                          | »karkoli bo postalo največje, je postalo od najmanjšega«                 |                                                                     |
| quidquid id est timeo puellas et oscula dantes                        | »karkoli že je, se bojim deklet, celo, ko poljubljajo«                   | varianta timeo Danaos et dona ferentes                              |
| quidquid latine dictum sit, altum viditur                             | »karkoli izrečeno v latinščini se sliši globoko«                         |                                                                     |
| quis custodiet ipsos custodes?                                        |                                                                          |                                                                     |
| quis ut Deus                                                          |                                                                          |                                                                     |
| quisque sibi placet et sapiens sibi quisque videtur                   | »vsakdo je sebi všeč in vsakdo se sebi zdi moder«                        |                                                                     |
| quisque suas sustinet cruces                                          | »vsak ima svoj križ«                                                     |                                                                     |
| quisquis abscidit radices, frustra fruges quaeritat                   | »kdor poseka korenine, zaman pričakuje plodove«                          |                                                                     |
| quo errat demonstrator                                                | »kjer se dokazovalec zmoti«                                              | šala na quod erat demonstrandum                                     |
| quo fata ferunt                                                       |                                                                          |                                                                     |
| quo usque tandem                                                      |                                                                          |                                                                     |
| Quo vadis?                                                            | »Kam greš?«                                                              |                                                                     |
| quod alicui gratuose conceditur, trahi non debet ab aliis in exemplum | »kar se nekomu dopusti zaradi naklonjenosti, ne more biti primer drugim« |                                                                     |
| quod erat demonstrandum (Q.E.D.)                                      | »kar je bilo treba dokazati«                                             | Evklid                                                              |
| quod erat faciendum (Q.E.F)                                           | »kar je bilo treba narediti«                                             |                                                                     |
| quod faciendum, fac cito                                              | »kar je treba storiti, stori hitro«                                      |                                                                     |
| quod est (q.e.)                                                       | »kar je«                                                                 |                                                                     |
| quod gratis asseritur, gratis negatur                                 |                                                                          |                                                                     |
| quod hodie non est, cras erit                                         | »kar ni danes, bo jutri«                                                 |                                                                     |
| quod licet Iovis, non licet bovis                                     | »vse, kar je dovoljeno Jupitru, ni dovoljeno biku«                       |                                                                     |
| quod me nutrit me destruit                                            | »kar me hrani, me uničuje«                                               |                                                                     |
| quod medicina aliis, aliis est acre venenum                           | »zdravilo enega človeka je drugemu strup«                                |                                                                     |
| quod natura non dat Salmantica non praestat                           |                                                                          |                                                                     |
| quod satis est cui contingit, nihil amplius optet                     | »kdor doseže dovolj, naj si nič več ne želi«                             |                                                                     |
| quod scripsi, scripsi                                                 | »kar sem napisal, sem napisal«                                           |                                                                     |
| quod serimus, metimus, quod damus, accipimus                          | »kar sejemo, to žanjemo, kar dajemo, to prejemamo«                       |                                                                     |
| quod tibi fieri non vis, alteri ne feceris                            | »kar nočeš, da storijo tebi, ne stori drugim«                            |                                                                     |
| quod vide (q.v.)                                                      |                                                                          |                                                                     |
| quodcumque labore, sine sudore nihil                                  | »z naporom marsikaj, brez znoja nič«                                     |                                                                     |
| quomodo vales                                                         | »kako si?«                                                               |                                                                     |
| quot capita, tot sententiae                                           | »kolikor ljudi, toliko mnenj«                                            |                                                                     |
| quot homines tot sententiae                                           | »kolikor ljudi, toliko mnenj«                                            | Obstaja toliko različnih pogledov, kolikor je ljudi.                |
| Quousque tandem ad mori?                                              | »Koliko časa še do smrti?«                                               | Cicero                                                              |

## R
| Latinsko | Dobesedni prevod                                                           | Opombe |
| --- | -------------------------------------------------------------------------- | --- |
| radix malorum est cupiditas |                                                                            | |
| rara avis | »redka ptica«                                                              | Nenavadna, izredna stvar. |
| rara temporum felicitas, ubi sentre, quae velis, et quae sentis, dicere licit                                                                              | »redki so srečni časi, ko lahko misliš, kar hočeš, in govoriš, kar misliš« | |
| raro antecedentem scelestum deseruit pede poena claudo | »kazen tudi s šepavo nogo le redko zgreši ubežnika«                        | |
| rarum est felix idemque senus | »kdor je star, je redko tudi srečen«                                       | |
| ratio decidendi | »sklepanje za odločitev«                                                   | Pravna, moralna, politična in družbena načela, ki jih uporablja sodišče za sestavo sodniških načel. |
| ratio legis | »mišljenje zakona«                                                         | Osnova prava. |
| ratione soli |                                                                            | |
| re |                                                                            | Bolj dobesedno »s stvarjo« Pogosto se uporablja v odgovorih na elektronska pisma. Splošna zmota je, da »Re:« v elektronski pošti nadomešča angleški »Reply« (»odgovor«). Uporaba Latinskoskega re v smislu »o«, »glede na«, »zadevno« izvira iz angleške rabe. |
| rebus sic stantibus |                                                                            | |
| reddite ergo quae sunt Caesaris, Caesari | »daj cesarju, kar je cesarjevega«                                          | Biblija |
| reddunt delirium femia, vina virum | »moža obnori žena in vino«                                                 | |
| reductio ad absurdum |                                                                            | |
| reductio ad infinitum |                                                                            | |
| regnat populus |                                                                            | |
| regnum Mariae Patrona Hungariae |                                                                            | |
| repetitio est mater studiorum | »ponavljanje je mati študija«                                              | |
| requiescat in pace (R.I.P.) |                                                                            | |
| rerum cognoscere causas |                                                                            | |
| res est magna tacere | »molčati je velika stvar«                                                  | |
| res gestae |                                                                            | |
| res ipsa loquitur |                                                                            | |
| res judicata |                                                                            | |
| respice finem |                                                                            | |
| respiciendum est iudicanti ne quid aut durius aut remissius constituatur quam causa deposcit nec enim aut severitatis aut clementiae gloria affectanda est |                                                                            | Maksima delovanja sodnikov. |
| respondeat superior |                                                                            | |
| res nullius |                                                                            | |
| rex regum fidelum et |                                                                            | |
| ride , si sapis | >>smej se , če si pameten<<                                                | |
| rigor mortis |                                                                            | |
| romanes eunt domus |                                                                            | |
| rosa rubicundior lilio candidior omnibus formosior semper in te glorior                                                                                    |                                                                            | |
| rus in urbe |                                                                            | |
| rustica gens, optima flens, passima ridens | »kmetu gre najbolje, ko joče, in najbolj slabo, ko se smeje«               | |

## S
| Latinsko                                                   | Dobesedni prevod                                                          | Opombe |
| ---------------------------------------------------------- | ------------------------------------------------------------------------- | --- |
| saepe morborum gravium exitus incerti sunt                 | »učinki hude bolezni so pogosto neznani«                                  | |
| saltus in demonstrando                                     | »skok v pojasnjevanju«                                                    | |
| salus aegroti suprema lex                                  | »dobro počutje pacienta je najpomembnejši zakon«                          | |
| salus populi suprema lex esto                              | »dobro ljudi mora biti najvišji zakon«                                    | Iz Cicero, De Legibus, knjiga III, del III, podpoglavje. VIII. |
| salva veritate                                             | »z nedotakjeno resnico«                                                   | |
| salvator Mundi                                             |                                                                           | |
| salvo errore et omissione (s.e.e.o.)                       |                                                                           | |
| salvo honoris titulo (SHT)                                 |                                                                           | |
| sancta Sedes                                               | »sveti Sedež«                                                             | Nanaša se na papeža. |
| sancta Simplicitas                                         | »sveta Nedolžnost«                                                        | Ali »sveta preprostost« |
| sapere aude                                                | »drzniti si biti moder«                                                   | |
| sapientia et Doctrina                                      | »modrost in učenje«                                                       | |
| sapienti sat                                               | »dovolj za modre«                                                         | Iz: Plautus. Označuje, da je nekaj moč razumeti brez potrebe po pojasnjevanju, če le ima poslušalec dovolj modrosti ali zdrave pameti. Pogosto razširjeno na dictum sapienti sat est (»dovolj je bilo povedano za modre«). |
| satius est pedibus labi quam lingua                        | »boljše se je spotakniti z nogami kot z jezikom«                          | |
| scio                                                       | »vem«                                                                     | |
| scribere scribendo, dicendo dicere disces                  | »s pisanjem se naučiš pisati, z govorjenjem govoriti«                     | |
| se bene devovit, quisque sua debita solvit                 | »dobro je obljube izpolnil tisti, ki je plačal dolgove«                   | |
| secundae res ei de amore sunt                              | »on ima srečo v ljubezni«                                                 | |
| sedes apostolica                                           |                                                                           | |
| sedes incertae                                             |                                                                           | |
| sede vacante                                               |                                                                           | |
| servus servorum Dei                                        |                                                                           | |
| semper consilium tum deest cum est opus maxime             | »nasvet vedno manjka, ko je najpotrebnejši«                               | |
| semper excelsius                                           | »vedno višje«                                                             | |
| semper fidelis                                             | »Vedno zvest - vedno lojalen«                                             | |
| semper paratus                                             | »Vedno pripravljeni«                                                      | |
| semper reformanda                                          |                                                                           | |
| semper ubi sub ubi                                         |                                                                           | |
| Senatus Populusque Romanus (SPQR)                          |                                                                           | |
| senes bis pueri                                            | »stari ljudje so kot mali otroci«                                         | |
| sensim sine sensu aetas senescit                           | »starost prihaja počasi, neopazno«                                        | |
| sensu stricto cf. stricto sensu                            |                                                                           | |
| sera numquam est ad bonus mores via                        | »nikoli ni prepozno kreniti po poti dobrega obnašanja«                    | |
| seris venit usus ab annis                                  | »s starostjo prihaja tudi izkušnja«                                       | |
| servo Permaneo Bovis Provestri                             |                                                                           | |
| sesquipedalia verba                                        |                                                                           | |
| si breve consilium, dicitur esse bonum                     | »če je nasvet kratek, se pravi, da je tudi dober«                         | |
| si decem habeas linguas, mutum esse addecet                | »četudi bi imel deset jezikov, bi jih moral vse zadržati«                 | |
| si munus capio, servus pro munere fio                      | »kdor sprejema darila, zaradi daril postaja suženj«                       | |
| si noceas uni, multis te scito minari                      | »če enkrat škoduješ, vedi, da mnogim pretiš«                              | |
| si non caste, caute tamen                                  | »če ne delaš pošteno, delaj oprezno«                                      | |
| si peccasse negamus fallimur et nulla est in nobis veritas |                                                                           | |
| si quaeris peninsulam amoenam circumspice                  |                                                                           | |
| si tacuisses, philosophus mansisses                        | »če bi še naprej molčal, bi še naprej ostal filozof«                      | |
| si vales valeo (SVV)                                       |                                                                           | |
| si vis pacem, para bellum                                  | »če želiš mir, se pripravi na vojno«                                      | Vegetij, Epitoma rei militaris |
| si vis pacem, para iustitiam                               | »če želiš mir, poskrbi za pravico«                                        | |
| sibi quisque peccat                                        | »vsak greši v svojo škodo«                                                | |
| sic                                                        |                                                                           | |
| sic et non                                                 |                                                                           | |
| sic gorgiamus allos subjectatos nunc                       |                                                                           | |
| sic infit                                                  |                                                                           | |
| sic itur ad astra                                          |                                                                           | |
| sic passim                                                 |                                                                           | |
| sic semper tyrannis                                        |                                                                           | |
| sic transit gloria mundi                                   | »tako mine slava sveta«                                                   | V Bibliji; ponavljano med ustoličenjem papeža. |
| sic utere tuo ut alienum non laedas                        |                                                                           | |
| sic vita est                                               |                                                                           | |
| sicut mater. Ita filia eius                                | »kakršna mati, taka hči«                                                  | |
| signetur (sig) ali (S/)                                    |                                                                           | |
| signum Fidei                                               |                                                                           | |
| silendo nemo peccat                                        | »nihče ne naredi napake molče«                                            | |
| silentium est aureum                                       | »tišina je zlata«                                                         | Latinskoizacija reka »molk je zlato«. |
| similia similibus cognoscutur                              | »podobno se po podobnim spozna«                                           | |
| similia similibus curantur                                 | »podobno zdravi podobno«                                                  | Klin se s klinom izbija. |
| similis simili gaudet                                      | »podobni se podobnemu veseli«                                             | |
| sine anno (s.a.)                                           |                                                                           | |
| sine die                                                   | »brez dneva«                                                              | |
| sine ira et studio                                         |                                                                           | |
| sine labore non erit panis in ore                          | »brez dela ne bo kruha v [tvojih] ustih«                                  | Brez dela ni jela. |
| sine loco (s.l.)                                           |                                                                           | |
| sine nomine (s.n.)                                         |                                                                           | |
| sine qua non                                               |                                                                           | |
| sine scientia ars nihil est                                |                                                                           | |
| sit venia verbo                                            |                                                                           | |
| sol lucet omnibus                                          | »sonce sveti vsem«                                                        | Gaj Petronij Arbiter, Satyricon 100 |
| sola iuvant, quae lucra ferunt, sed cetera sordent         | »samo to, kar prinaša korist, godi, ostalo zaudarja«                      | |
| sola fide                                                  |                                                                           | |
| sola gratia                                                |                                                                           | |
| sola lingua bona est lingua mortua                         |                                                                           | |
| sola scriptura                                             |                                                                           | |
| soli Deo gloria (S.D.G.)                                   |                                                                           | |
| solus Christus                                             |                                                                           | |
| solus ipse                                                 | »jaz sam«                                                                 | |
| somni post vina petuntur                                   | »po vinu je potreben spanec«                                              | |
| spem reduxit                                               |                                                                           | |
| spem retine, spea una hominem nec morte relinquit          | »drži se upanja, edino upanje človeka tudi na smrtni postelji ne zapusti« | |
| spes anchora vitae                                         |                                                                           | |
| spes inopem, res avarum, mors miserium levit               | »upanje pomaga siromaku, zaklad lakomnežu, smrt pa nesrečniku«            | |
| spes nescit vinci, sres pendet tota futuris                | »upanja se ne da obvladati, vse upanje je odvisno od prihodnosti«         | |
| spiritus mundi                                             |                                                                           | |
| spiritus ubi vult spirat                                   |                                                                           | |
| splendor sine occasu                                       |                                                                           | |
| stamus contra malo                                         |                                                                           | |
| stante pede                                                |                                                                           | |
| stare decisis                                              |                                                                           | |
| statim (stat)                                              |                                                                           | |
| status quo                                                 | »nespremenjeno stanje«                                                    | |
| stercus accidit                                            |                                                                           | |
| stet                                                       |                                                                           | |
| stipendium peccati mors est                                |                                                                           | |
| strenuis ardus cedunt                                      |                                                                           | |
| stricto sensu cf. sensu stricto                            |                                                                           | |
| struit insidias lacrimis, dum femina plorat                | »ko žena joče, s solzami pripravlja zasedo«                               | |
| stuliti est sine causa ridere                              | »navada norca je smejati se brez razloga«                                 | |
| stulti est aliena curare, sua negligere                    | »norec je, kdor skrbi za tuje, svoje pa zanemarja«                        | |
| stultitiae est se ipsum in evidens periculum conicere      | »lastnost neumnosti je pripeljati samega sebe v očitno pogubo«            | |
| stultus stultitiam semper putat esse sophiam               | »neumnež ima vedno neumnost za modrost«                                   | |
| stupor mundi                                               | »čudež sveta«                                                             | |
| sua servat, qui salva esse volut communia                  | »svoje varuje, kdor si prizadeva, da je varovano skupno«                  | |
| sua sponte                                                 |                                                                           | |
| suae quisque fortunae faber est                            | »vsak je svoje sreče kovač«                                               | |
| sub Cruce Lumen                                            |                                                                           | |
| sub judice                                                 |                                                                           | |
| sub poena                                                  |                                                                           | |
| sub rosa                                                   |                                                                           | |
| sub specie aeternitatis                                    |                                                                           | |
| sub verbo; sub voce                                        |                                                                           | |
| sui generis                                                |                                                                           | |
| sui iuris                                                  |                                                                           | |
| sum facit bonum, qui alterium adiuvat                      | »kdor drugemu pomaga, sebi dela dobro«                                    | |
| sum quod eris                                              |                                                                           | |
| summ cuique pulchrum est                                   | »vsakemu je svoje lepo«                                                   | |
| summa cum laude                                            |                                                                           | |
| summum bonum                                               |                                                                           | |
| summum ius summa inuria                                    | »več zakona, več pravice«                                                 | Cicero, De officiis I, 10, 33 |
| sunt facta verbis difficiliora                             | »dejanja so težja od besed«                                               | |
| sunt lacrimae rerum                                        |                                                                           | |
| sunt omnes unum                                            |                                                                           | |
| suo jure                                                   |                                                                           | |
| suo moto                                                   |                                                                           | |
| supero omnia                                               |                                                                           | |
| surgam                                                     |                                                                           | |
| suum cuique                                                | »vsakemu svoje«                                                           | |
| suum cuique tribuere                                       |                                                                           | |
| s.v.                                                       |                                                                           | |
| superficies solo credit                                    | »povezanost zemljišča in objekta«                                         | |

## T
| Latinsko                                                                              | Dobesedni prevod                                            | Opombe |
| ------------------------------------------------------------------------------------- | ----------------------------------------------------------- | --- |
| tabula rasa                                                                           | »postrgana ploščica (za pisanje)«                           | Torej »prazna tablica za pisanje«. Rimljani so pisali na lesene tablice prekrite z voskom, ki so jih zbrisali s strganjem z ravnim koncem peresa. John Locke je uporabil izraz za opis človeškega uma ob rojstvu, preden je ta pridobil kakšno znanje. |
| tabula gratulatoria                                                                   |                                                             | |
| tace, si vis vivere in pace                                                           | »če želiš živeti v miru, molči«                             | |
| talis qualis                                                                          | »ravno kot tak«                                             | »takšen kot je« ali »kot tak« |
| taliter qualiter                                                                      | »do neke mere«                                              | |
| tarde venientibus ossa                                                                | »zamudnikom ostanejo le kosti« Kdor prvi pride, prvi melje. | |
| te corrigas prius alterum quam corrigas                                               | »sam sebe popravi preden popraviš drugega«                  | |
| technica impendi nationi                                                              |                                                             | |
| temet nosce                                                                           |                                                             | |
| tempora belli nulius est respectus                                                    | »v času vojne ni spoštovanja«                               | |
| tempora cuncta solent homines spectare saqaces, ad praesensa solum respicit insipiens | »razumni ljudje upoštevajo vse čase, neumni samo sedanjost« | |
| Tempora Heroica                                                                       |                                                             | |
| tempora mutantur et nos mutamur in illis                                              | »časi so se spremenili in mi z njimi«                       | |
| tempus edax rerum                                                                     |                                                             | |
| tempus ipsum affert consilium                                                         | »čas sam po sebi prinaša nasvete«                           | |
| tempus fugit                                                                          | »čas beži«                                                  | |
| tempus rerum imperator                                                                |                                                             | |
| tempus vernum                                                                         | »pomladni čas«                                              | Ime pesmi irske pevke Enya. |
| tempus volat hora fugit                                                               | »čas leti, ura zbeži«                                       | |
| teneo te Africa                                                                       |                                                             | |
| teoria sine praxis, sicut rota sine axis                                              | »teorija brez prakse je kot voz brez kolesa«                | |
| ter in die (tid)                                                                      | »trikrat na dan«                                            | Izraz, ki se uporablja na zdravniških receptih. |
| terminus ante quem                                                                    |                                                             | |
| terra australis incognita                                                             |                                                             | |
| terra firma                                                                           |                                                             | |
| terra incognita                                                                       | »neznana dežela«                                            | |
| terra nova                                                                            | »nova dežela«                                               | Tudi latinsko ime za Novo Funlandijo |
| terra nullius                                                                         | »dežela nikogar«                                            | Nikogršna dežela. Nevtralno ali neposeljeno področje ali dežela, ki ni v oblasti kakšne priznane politične entitete. |
| terras irradient                                                                      |                                                             | |
| tertium non datur                                                                     |                                                             | |
| tertium quid                                                                          |                                                             | |
| timeo Danaos et dona ferentes                                                         | »boj se Danajcev, ki prinašajo darove«                      | Vergil, Enej, 2, 49 - alegorija na trojanskega konja, ki so ga Grki nastavili Trojancem. Skratka: Boj se sovražnikov, ki prinašajo darove. |
| timidi mater non flet                                                                 |                                                             | |
| timor mortis conturbat me                                                             |                                                             | |
| translatio imperii                                                                    |                                                             | |
| tres faciunt collegium                                                                | »trije naredijo družbo«                                     | |
| treuga Dei                                                                            |                                                             | |
| tu autem                                                                              |                                                             | |
| tu autem domine miserere nobis                                                        |                                                             | |
| tu fui ego eris                                                                       |                                                             | |
| tu ne cede malis, sed contra audentior ito                                            |                                                             | |
| tu quod cavere possis, stultum est admitere                                           | »česar se moraš paziti, je neumno delati«                   | |
| tu quoque                                                                             | »ti tudi«                                                   | Logična napaka, ko poskusimo zagovarjati stališče le s kazanjem na enako slabost nasprotnika. Če se politika kritizira zaradi zagovarjanje slabo osnovanega načrta, je to 'tu quoque' argument: miniranje nasprotnega predloga na enaki osnovi ne naredi originalnega načrta zadovoljivega. Tu quoque se lahko nanaša tudi na »hinavski« argument, obliko ad hominem, ko se zahteva ali trditev odbije kot neresnična na osnovi tega, da je terjalec v protislovju s svojim lastnim predlogom. Medtem ko lahko protislovje naredi terjalčev argument neutemeljen, no ne pomeni nujno, da je neresnična sama trditev. Rek izvira iz domnevnih Cezarjevih zadnjih besed »Et tu, Brute?« (»Tudi ti, Brut?«). |
| tu quoque fili                                                                        | »tudi ti, [moj] sin«                                        | Julij Cezar |
| tua quod nihil refert, ne cures                                                       | »naj te ne skrbi to, kar se te ne tiče«                     | |
| tuebor                                                                                | »ščitil bom«                                                | |
| tutum omnia legere, non omnibus credere                                               | »varno je o vsem brati, ne pa tudi vsemu verjeti«           | |

## U
| Latinsko                                         | Dobesedni prevod                                                                       | Opombe |
| ------------------------------------------------ | -------------------------------------------------------------------------------------- | --- |
| uberrima fides                                   |                                                                                        | |
| ubertas et fidelitas                             |                                                                                        | |
| ubi bene ibi patria                              | »kjer (je) dobro, tam (je) domovina«                                                   | Oziroma »kjer lahko prosperiram, tam je moja domovina«, patriotski moto.                                                                                            |
| ubi caritas et amor Deus ibi est                 | »kjer sta usmiljenost in ljubezen, tam je Bog«                                         | |
| ubi concordia, ibi victoria                      | »kjer je složnost, je zmaga«                                                           | |
| ubi dubium ibi libertas                          |                                                                                        | |
| ubi fumus, ibi ignis                             | »kjer je dim, je tudi ogenj«                                                           | |
| ubi humilitas, ibi sapientia                     | »kjer je skromnost, tam je tudi modrost«                                               | |
| ubi jus ibi remedium                             |                                                                                        | |
| ubi lucrum est, ibi esse vix audete fides        | »kjer je korist, tam poštenost težko upa priti«                                        | |
| ubi mel ibi apes                                 | »kjer (je) med, tam (so) čebele«                                                       | |
| ubi multa laus, ibi multa fraus                  | »kjer je velike hvale, tam je tudi veliko laži«                                        | |
| ubi non accusator ibi non iudex                  | »kjer ni tožnika, tam ni sodnika«                                                      | Torej, ne more biti sodbe ali sojenja, če nihče ne obtoži obtoženca zločina. Rek je včasih obrnjen na smešno kot na primer »kjer ni policije, ni omejitev hitrosti« |
| ubi nullus ordo, sempiternus horor inhabitat     | »kjer ni nobenega reda, vlada večni strah«                                             | |
| ubi opes, ibi amici                              | »kjer je bogastvo, tam so tudi prijatelji«                                             | |
| ubi papa, ibi roma                               | »kjer je papež, tu je tudi Rim«                                                        | |
| ubi re vera                                      |                                                                                        | |
| ubi solitudinem faciunt pacem appellant          |                                                                                        | |
| ubi sunt                                         |                                                                                        | |
| ubi tu Gaius, ibi ego Gaia                       | »kjer si ti, Gaj, tam bom tudi jaz, Gaja« oz. »kjer si ti gospodar, tam sem jaz gospa« | poročna obljuba neveste ženinu |
| Ubique, quo fas et gloria ducunt                 |                                                                                        | |
| ultimo mense (ult.)                              |                                                                                        | |
| ultima ratio                                     | »zadnja metoda«                                                                        | Nekaj, k čemur se zatečemo v skrajni sili. |
| ultra vires                                      | »nad močmi«                                                                            | »brez pooblastil« |
| una hirundo non facit ver                        | »ena lastovka še ne pomeni pomladi«                                                    | |
| una salus victis, nullam sperare salutem         | »kdor tvega, zmaga«                                                                    | |
| uno absurdo dato, infinita sequuntur             | »če na začetku dovolimo en absurd, mu jih sledi neskončno«                             | |
| uno flatu                                        |                                                                                        | |
| unum castigabis, centum emendabis                | »če odstraniš eno napako, jih boš popravil sto«                                        | |
| unus pro omnibus, et omnes pro uno               | »vsi za enega, eden za vse«                                                            | |
| unus multorum                                    |                                                                                        | |
| unus panis esurienti melior est quam mons aureus | »en kos kruha lačnemu več pomeni kot gora zlata«                                       | |
| Urbi et Orbi                                     | »(Pozdrav) mestu in svetu!«                                                            | Papežev pozdrav v mnogih jezikih. |
| urbs in Horto                                    |                                                                                        | |
| usus est altera natura                           | »navada je druga narava«                                                               | |
| usus magister est optimus                        | »vaja dela mojstra«                                                                    | |
| ut ameris, amabilis esto                         | »bodi družaben, potem boš ljubljen«                                                    | |
| ut biberent quoniam esse nollent                 |                                                                                        | |
| ut incepit fidelis sic permanet                  |                                                                                        | |
| ut desint vires tamen est laudanda voluntas      |                                                                                        | |
| ut infra                                         | »jot spodaj«                                                                           | |
| ut poena careat homo, purus crimine vivat        | »da bi človek bil brez kazni, naj živi brez zločinov«                                  | |
| ut prosim                                        |                                                                                        | |
| ut res magis valeat quam pereat                  |                                                                                        | |
| ut retro                                         |                                                                                        | |
| ut sis nocte levis, sit cena brevis!             | »da bo tvoja nočna ura mirna, naj bo tvoja ura večerje kratka«                         | Sis je ena ura pred sončnim vzhodom. |
| ut sit finis litium                              |                                                                                        | |
| ut supra                                         | »kot zgoraj«                                                                           | |
| ut tibi sit poenae venia, sit aperta crumena     | »da bi bil oproščen kazni, naj bo tvoja denarnica odprta«                              | |

## V
| Latinsko                                                    | Dobesedni prevod                                                         | Opombe |
| ----------------------------------------------------------- | ------------------------------------------------------------------------ | --- |
| vade ad formicam                                            | »pojti k mravlji«                                                        | Biblična fraza. |
| vade mecum                                                  | »pojti z mano«                                                           | Vade-mecum ali vademecum je nekaj, kar nekdo nosi okrog, posebej priročnik.                                                                  |
| vade retro                                                  | »stopi nazaj«                                                            | Publij Terent, Formio I, 4, 203 |
| vade retro Satana                                           | »pojdi nazaj, Satan!«                                                    | Svarilo Satanu, naj izgine, pogosto uporabljeno kot odziv na skušnjavo.                                                                      |
| vae victis                                                  | »Gorje premaganim!«                                                      | Galski poveljnik Bren ob plenitvi Rima, 390 pr. n. št.                                                                                       |
| valeas, lacerta!                                            | »zbogom, kuščarji«                                                       | Latinskoizacija »see ya later, alligator!«                                                                                                   |
| vanitas vanitatum et omnia vanitas                          | »vse je zaman«                                                           | Dobesedno: »ničevost ničevosti in vse je ničevno!« (Biblija)                                                                                 |
| vanitas vanitatum omnia vanitas                             | »puhlost puhlosti; vse je nično«                                         | |
| varium et mutabile semper famina                            | »ženska je vedno nestalna in spremenljiva«                               | |
| vaticinium ex eventu                                        | »prerokovanje iz dogodka«                                                | Prerokba, ki naj bi bila videti, kot da je bila zapisana pred dogodkom ki ga opisuje, v resnici pa je bila zapisana po njem.                 |
| vel non                                                     |                                                                          | |
| velocius quam asparagi coquantur                            |                                                                          | |
| veni, vidi, vici                                            | »prišel, videl, zmagal«                                                  | Sporočilo, ki ga je Julij Cezar poslal Rimljanskemu senatu kot opis svoje bitke leta 47 pr. n. št, ko je porazil kralja Pharnakesa iz Ponta. |
| veni, vidi, vadi                                            | »prišel, videl, šel«                                                     | |
| venter auribus caret                                        | »trebuh nima oči«                                                        | |
| ventis secundis, tene cursum                                | »prepusti se toku«                                                       | |
| vera causa                                                  | »resničen razlog«                                                        | |
| verba docent, exempla trahunt                               | »besede učijo, zgledi vlečejo«                                           | |
| verba ita sunt intelligenda ut res magis valeat quam pereat |                                                                          | Pravniška maksima. |
| verba ligant homines. Taurorum cornua funes                 | »vola se veže za rogove, človeka za besedo«                              | |
| verba volant, scripta manent                                | »besede odletijo, zapisi ostanejo«                                       | |
| verbatim                                                    | »identičen«                                                              | |
| verbatim et litteratim                                      |                                                                          | |
| verbi divini minister                                       |                                                                          | |
| verbum Dei                                                  | »beseda Boga«                                                            | Sveti tekst. |
| verbum Domini Manet in Aeternum (VDMA)                      | »beseda Boga zdrži večno«                                                | Moto luterantske reformacije. |
| verbum sap (sapienti)                                       | »beseda modremu«                                                         | Opozorilo, poziv k umiku, iz katere sledi, da bo opomnjeni razkrit, če ne bo izkoristil priložnosti.                                         |
| verbum sat [satienti]                                       | »beseda je dovolj«                                                       | Podobno kot verbum sap, supra. |
| vere arduum est vere fiere virum bonum                      | »zares težko je biti dober človek«                                       | |
| veritas                                                     | »resnica«                                                                | |
| veritas attributa vino est                                  | »resnica se pripisuje vinu«                                              | |
| veritas odium paret                                         | »resnica ustvarja mržnjo«                                                | Terence, Andria 68 |
| veritas omnia vincit                                        | »resnica premaga vse stvari«                                             | |
| veritas unitas caritas                                      | »resnica, enotnost, ljubezen«                                            | |
| veritas vos liberabit                                       | »resnica te bo osvobodila«                                               | |
| veritate et virtute                                         |                                                                          | |
| veritatis oratio simplex est                                | »enostaven je govor resnice«                                             | |
| versus (vs) ali (v.)                                        | »proti«                                                                  | Pogosto označuje dve nasprotni strani, na primer v pravnem sporu ali na športni tekmi.                                                       |
| vestis virum reddit                                         | »obleka naredi človeka«                                                  | |
| veto                                                        | »prepovedujem«                                                           | Pravica do preprečitve določenega dela zakonodaje. Izpeljano iz glasovalnih običajev v Starem Rimu.                                          |
| vi veri universum vivus vici                                |                                                                          | |
| via                                                         |                                                                          | |
| via media                                                   | »srednja ceste«                                                          | Srednja pot. |
| vice versa                                                  | »s pozicijo obrnjeno«                                                    | Nasprotno. |
| victoria aut mors                                           |                                                                          | |
| victoria concordia crescit                                  |                                                                          | |
| victrix causa diis placuit sed victa Catoni                 | »zmagovita stvar je razveselila bogove, a premagana je razveselila Kata« | Lucanus, Pharsalia 1, 128 |
| vide infra (v.i.)                                           | »glej spodaj«                                                            | |
| vide supra (v.s.)                                           | »glej zgoraj«                                                            | Ali »glej prej v tem tekstu«, skrajšano tudi samo supra.                                                                                     |
| videlicet [[(viz)]]                                         |                                                                          | |
| video meliora proboque deteriora sequor                     | »vidim in priznavam dobro, vendar sledim slabšemu«                       | Ovid |
| video et taceo                                              |                                                                          | |
| video sed non credo                                         |                                                                          | |
| vim promovet insitam                                        |                                                                          | |
| videre licet                                                |                                                                          | |
| vincere scis Hannibal victoria uti nescis                   |                                                                          | |
| vincit qui se vincit                                        |                                                                          | |
| virtus unita fortior                                        |                                                                          | |
| virtute et armis                                            |                                                                          | |
| vis legis                                                   |                                                                          | |
| vincit omnia veritas                                        | »resnica vse zmaguje«                                                    | |
| vinum animi senum                                           | »vino je mleko starcu«                                                   | |
| vinum animi speculum                                        | »človek se po pijači spozna«                                             | |
| vinum dementat et sapientes                                 | »vino tudi modre poneumlja«                                              | |
| vinum et musica laetificant cor                             | »vino in glasba razveselita srce«                                        | Biblija |
| vinum lac senum                                             | »otroci in pijanci govorijo resnico«                                     | |
| virtium est ubique, qoud nimium est                         | »zlo je povsod to, kar je preveč«                                        | |
| vis ubi est, ibi ratio exit, exit et sapientia              | »kjer je potreba, tu razum odide, odide pa tudi modrost«                 | |
| visio dei                                                   |                                                                          | |
| vita ante acta                                              |                                                                          | |
| vita fugit, fugiuntque tempora, non redeunt                 | »življenje in čas bežita, se ne vrneta več«                              | |
| vita summa brevis spem nos vetat incohare longam            |                                                                          | |
| vitam regit fortuna, non sapientia                          | »življenju upravlja sreča, ne modrost«                                   | |
| viva voce                                                   |                                                                          | |
| vivas, ut possis, quando nequis, ut velis                   | »živi kot lahko, ko ne moreš kot hočeš«                                  | |
| vivat crescat floreat                                       |                                                                          | |
| vivat Rex                                                   |                                                                          | |
| Vive ut vivas                                               |                                                                          | |
| vivere nescit, qui nescit dissimulare                       | »ne zna živeti, kdor se ne zna pretvarjati«                              | |
| vivere tota vita discendum est                              | »človek se uči do smrti«                                                 | |
| vocatus atque non vocatus Deus aderit                       |                                                                          | |
| volenti non fit injuria                                     |                                                                          | |
| volvit cupido, quod libet, non quod licet                   | »strast misli o tem, kar ji je všeč, ne o tem, kar je dovoljeno«         | |
| votum separatum                                             |                                                                          | |
| vox clamantis in deserto                                    |                                                                          | |
| vox nihili                                                  |                                                                          | |
| vox populi                                                  | »glas ljudstva«                                                          | |
| vox populi, vox dei                                         | »glas ljudstva je glas boga«                                             | |